# Elezioni politiche in Italia del 2022
Le elezioni politiche in Italia del 2022 per il rinnovo di entrambi i rami del Parlamento italiano – il Senato della Repubblica e la Camera dei deputati – si sono tenute domenica 25 settembre 2022, a seguito dello scioglimento anticipato delle Camere decretato dal Presidente della Repubblica Sergio Mattarella il 21 luglio, provocato dalla crisi del governo Draghi. Nella stessa data si sono svolte anche le elezioni regionali in Sicilia.
I risultati hanno visto il centro-destra guidato da Giorgia Meloni affermarsi come coalizione più votata, con circa il 44% delle preferenze, conquistando però, per via della legge elettorale vigente (Legge Rosato), la maggioranza assoluta dei seggi in entrambe le Camere.
Le Camere si sono riunite per la prima seduta della XIX legislatura il 13 ottobre.
A seguito della riforma costituzionale approvata nel 2019 e confermata con il referendum del 2020, il numero di parlamentari è stato ridotto a 400 deputati e 200 senatori (mentre in precedenza erano rispettivamente 630 e 315 in tutte le legislature dalla IV alla XVIII); per la prima volta, inoltre, l'elettorato attivo per entrambe le camere ha incluso tutti i cittadini maggiorenni (data l'abolizione della precedente soglia di 25 anni per esprimere il proprio voto al Senato).

## Sistema di voto

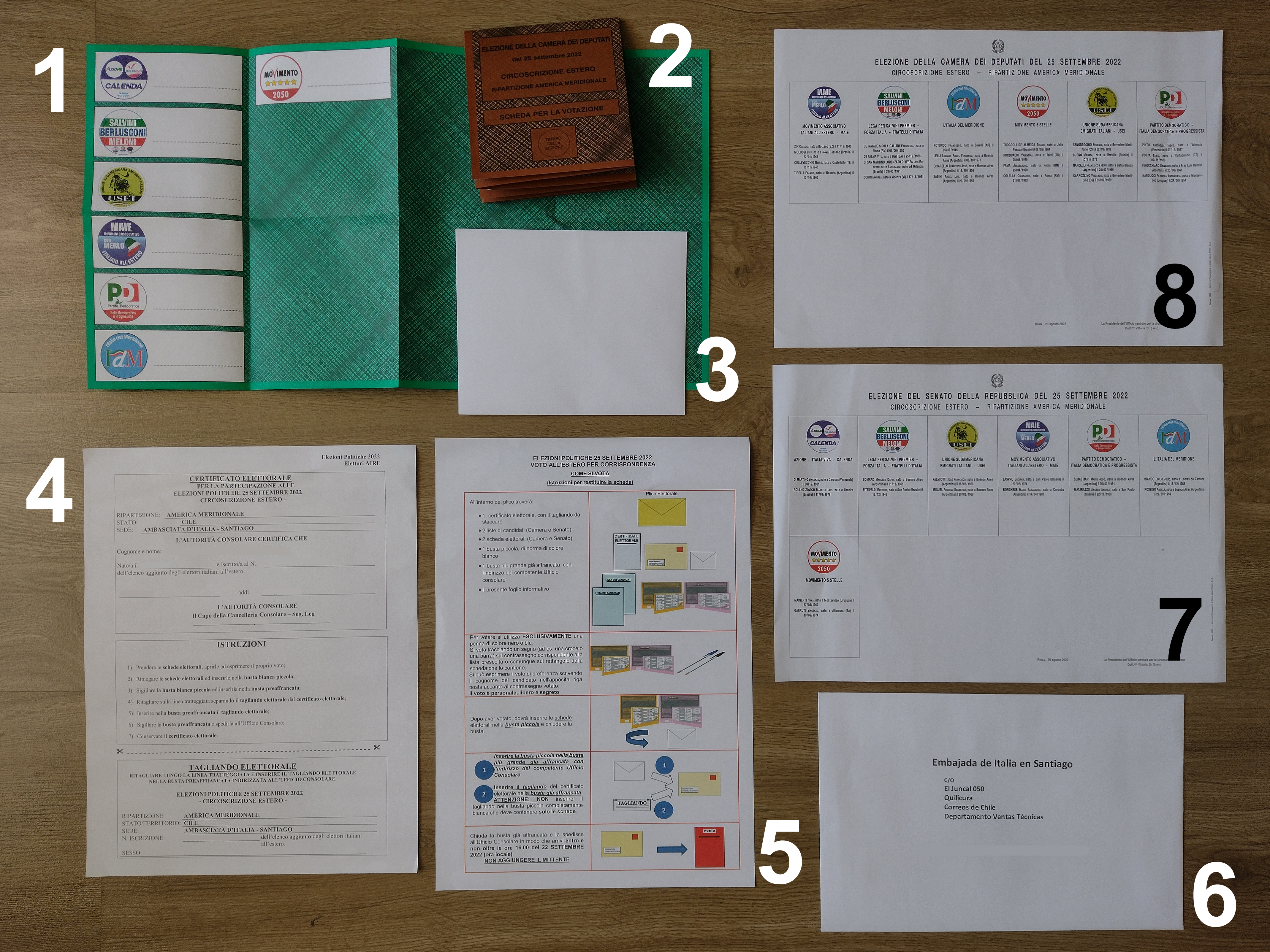
Contenuto del plico elettorale per il voto all'estero (ripartizione America meridionale): in tale contesto è ammesso esprimere preferenze

La legge elettorale vigente è la legge Rosato, che ha regolato le precedenti elezioni del 2018 e prevede un sistema elettorale misto, dove:
- il 61% dei seggi (rispettivamente 245 alla Camera e 122 al Senato) è attribuito mediante il sistema proporzionale in collegi plurinominali sulla base di liste bloccate; il riparto dei seggi è effettuato a livello nazionale alla Camera e a livello regionale al Senato;
- il 37% dei seggi (147 e 74) è attribuito con sistema maggioritario a turno unico in altrettanti collegi uninominali (first-past-the-post);
- il 2% dei seggi (8 e 4) è riservato al voto degli italiani residenti all'estero, espresso per corrispondenza mediante sistema proporzionale con voto di preferenza.

Conformemente agli articoli 56 e 57 della Costituzione, modificati dalla legge costituzionale 1/2020, confermata dall'esito del referendum costituzionale in Italia del 2020, si eleggono 400 deputati e 200 senatori, contro i precedenti rispettivi 630 e 315 eletti nelle legislature dal 1963 al 2018. Inoltre, per effetto della legge costituzionale 1/2021, l'elettorato attivo per il Senato include tutti i maggiorenni e non più i soli cittadini di età superiore ai venticinque anni.
Per la prima volta nella storia repubblicana, le elezioni si tengono in autunno anziché nella prima metà dell'anno.
| Camera dei deputati          | Camera dei deputati | Camera dei deputati | Camera dei deputati         | Camera dei deputati | Senato della Repubblica      | Senato della Repubblica | Senato della Repubblica | Senato della Repubblica     | Senato della Repubblica |
| Circoscrizione               | Seggi prop.         | Seggi prop.         | Seggi magg. (collegi unin.) | Seggi complessivi   | Circoscrizione               | Seggi prop.             | Seggi prop.             | Seggi magg. (collegi unin.) | Seggi complessivi       |
| Circoscrizione               | Collegi plurin.     | Seggi               | Seggi magg. (collegi unin.) | Seggi complessivi   | Circoscrizione               | Collegi plurin.         | Seggi                   | Seggi magg. (collegi unin.) | Seggi complessivi       |
| ---------------------------- | ------------------- | ------------------- | --------------------------- | ------------------- | ---------------------------- | ----------------------- | ----------------------- | --------------------------- | ----------------------- |
| Abruzzo                      | 1                   | 6                   | 3                           | 9                   | Abruzzo                      | 1                       | 3                       | 1                           | 4                       |
| Basilicata                   | 1                   | 3                   | 1                           | 4                   | Basilicata                   | 1                       | 2                       | 1                           | 3                       |
| Calabria                     | 1                   | 8                   | 5                           | 13                  | Calabria                     | 1                       | 4                       | 2                           | 6                       |
| Campania 1                   | 2                   | 13                  | 7                           | 20                  | Campania                     | 2                       | 11                      | 7                           | 18                      |
| Campania 2                   | 2                   | 11                  | 7                           | 18                  | Campania                     | 2                       | 11                      | 7                           | 18                      |
| Emilia-Romagna               | 3                   | 18                  | 11                          | 29                  | Emilia-Romagna               | 2                       | 9                       | 5                           | 14                      |
| Friuli-Venezia Giulia        | 1                   | 5                   | 3                           | 8                   | Friuli-Venezia Giulia        | 1                       | 3                       | 1                           | 4                       |
| Lazio 1                      | 3                   | 15                  | 9                           | 24                  | Lazio                        | 2                       | 12                      | 6                           | 18                      |
| Lazio 2                      | 2                   | 7                   | 5                           | 12                  | Lazio                        | 2                       | 12                      | 6                           | 18                      |
| Liguria                      | 1                   | 6                   | 4                           | 10                  | Liguria                      | 1                       | 3                       | 2                           | 5                       |
| Lombardia 1                  | 2                   | 16                  | 9                           | 25                  | Lombardia                    | 3                       | 20                      | 11                          | 31                      |
| Lombardia 2                  | 2                   | 9                   | 5                           | 14                  | Lombardia                    | 3                       | 20                      | 11                          | 31                      |
| Lombardia 3                  | 2                   | 9                   | 5                           | 14                  | Lombardia                    | 3                       | 20                      | 11                          | 31                      |
| Lombardia 4                  | 1                   | 7                   | 4                           | 11                  | Lombardia                    | 3                       | 20                      | 11                          | 31                      |
| Marche                       | 1                   | 6                   | 4                           | 10                  | Marche                       | 1                       | 3                       | 2                           | 5                       |
| Molise                       | 1                   | 1                   | 1                           | 2                   | Molise                       | 1                       | 1                       | 1                           | 2                       |
| Piemonte 1                   | 2                   | 10                  | 5                           | 15                  | Piemonte                     | 2                       | 9                       | 5                           | 14                      |
| Piemonte 2                   | 2                   | 9                   | 5                           | 14                  | Piemonte                     | 2                       | 9                       | 5                           | 14                      |
| Puglia                       | 4                   | 17                  | 10                          | 27                  | Puglia                       | 1                       | 8                       | 5                           | 13                      |
| Sardegna                     | 1                   | 7                   | 4                           | 11                  | Sardegna                     | 1                       | 3                       | 2                           | 5                       |
| Sicilia 1                    | 2                   | 9                   | 6                           | 15                  | Sicilia                      | 2                       | 10                      | 6                           | 16                      |
| Sicilia 2                    | 3                   | 11                  | 6                           | 17                  | Sicilia                      | 2                       | 10                      | 6                           | 16                      |
| Toscana                      | 3                   | 15                  | 9                           | 24                  | Toscana                      | 1                       | 8                       | 4                           | 11                      |
| Trentino-Alto Adige/Südtirol | 1                   | 3                   | 4                           | 7                   | Trentino-Alto Adige/Südtirol | 0                       | 0                       | 6                           | 6                       |
| Umbria                       | 1                   | 4                   | 2                           | 6                   | Umbria                       | 1                       | 2                       | 1                           | 3                       |
| Valle d'Aosta/Vallée d'Aoste | 0                   | 0                   | 1                           | 1                   | Valle d'Aosta/Vallee d'Aoste | 0                       | 0                       | 1                           | 1                       |
| Veneto 1                     | 1                   | 8                   | 5                           | 13                  | Veneto                       | 2                       | 11                      | 5                           | 16                      |
| Veneto 2                     | 3                   | 12                  | 7                           | 19                  | Veneto                       | 2                       | 11                      | 5                           | 16                      |
| Estero                       | –                   | 8                   | –                           | 8                   | Estero                       | –                       | 4                       | –                           | 4                       |
| Totale                       | 49                  | 253                 | 147                         | 400                 | Totale                       | 26                      | 126                     | 74                          | 200                     |

## Quadro politico
Dalle precedenti elezioni del 4 marzo 2018 per la XVIII legislatura, era risultato un quadro politico frammentato: il Movimento 5 Stelle aveva la maggioranza relativa di Camera e Senato come singolo gruppo parlamentare, mentre il centro-destra (formato da Lega, FI e FdI e altre forze minori) era in maggioranza relativa come coalizione. Dopo quasi tre mesi di difficili trattative fra i principali partiti il presidente della Repubblica Sergio Mattarella affidò la formazione del governo a Giuseppe Conte, un non parlamentare vicino al Movimento 5 Stelle. Il governo Conte I, sostenuto da una maggioranza M5S-Lega, si insediò il 1º giugno 2018 e adottò una linea politica euroscettica, caratterizzandosi per i provvedimenti-bandiera dei due partiti di maggioranza: il reddito di cittadinanza per il M5S e i decreti sicurezza di contrasto all'immigrazione irregolare per la Lega.
Dopo le elezioni europee di maggio 2019, che certificarono la forte ascesa della Lega e una sensibile contrazione dei consensi per il Movimento 5 Stelle, le tensioni tra le due forze di maggioranza aumentarono sino a quando, ad agosto, il segretario della Lega Matteo Salvini annunciò l'uscita della maggioranza e chiese elezioni anticipate. Nelle settimane successive, tuttavia, Movimento 5 Stelle, Partito Democratico e Liberi e Uguali (Articolo Uno e Sinistra Italiana) si accordarono per la formazione di un nuovo governo, guidato sempre da Giuseppe Conte, ma con una diversa linea politica, europeista e progressista. Il governo Conte II si insediò il 5 settembre. Nelle settimane successive, venne formalizzata la scissione dal PD della corrente facente capo al suo ex segretario Matteo Renzi, che diede vita al partito centrista Italia Viva senza abbandonare la maggioranza di governo, e dell'ex ministro dello sviluppo economico Carlo Calenda, che fondò Azione, partito di ispirazione liberale, ponendosi all'opposizione. Era giunta, nel frattempo, a compimento la riforma costituzionale di riduzione del numero di parlamentari, poi ratificata con il referendum costituzionale di settembre 2020.
Durante i primi mesi della pandemia di COVID-19, il governo Conte II si trovò a fronteggiare la difficile situazione sanitaria assumendo eccezionali contromisure. A gennaio 2021, i successivi contrasti in seno alla maggioranza sulle iniziative di rilancio economico, in particolare riguardo al Piano Nazionale di Ripresa e Resilienza (o PNRR, documento che stabiliva la destinazione d'utilizzo dei fondi e prestiti europei del Next Generation EU) portarono alle dimissioni dei ministri di Italia Viva e alla caduta del governo. Al fine di proseguire il contrasto alla pandemia e garantire l'attuazione del PNRR, il Presidente della Repubblica incaricò quindi l'ex presidente della Banca Centrale Europea Mario Draghi di formare un governo di unità nazionale. L'esecutivo Draghi, comprendente ministri politici e tecnici indipendenti e sostenuto da M5S, Lega, PD, Forza Italia, Italia Viva e Articolo Uno, prestò giuramento il 13 febbraio. In dissenso rispetto al sostegno del governo Draghi, numerosi parlamentari del Movimento 5 Stelle lasciarono il partito costituendosi in vari gruppi parlamentari, tra i quali Alternativa.
A gennaio 2022, l'elezione del Presidente della Repubblica mostrò tuttavia lo scollamento tra le forze di maggioranza, che non riuscirono a proporre una candidatura unica per il Quirinale. Simile fu la difficoltà a convergere verso un nome unico sia da parte del centrodestra sia da parte delle forze progressiste, cosicché i partiti si risolsero a eleggere un riluttante Sergio Mattarella per un secondo mandato settennale. Attenuatasi l'emergenza sanitaria, il governo Draghi si è trovato a dover fronteggiare l'invasione russa dell'Ucraina e le sue conseguenze interne (tra cui crisi energetica ed inflazione), aderendo convintamente alle posizioni del blocco occidentale formato da NATO e Unione europea di sanzione alla Russia e sostegno all'Ucraina tramite l'invio di materiali e armamenti.

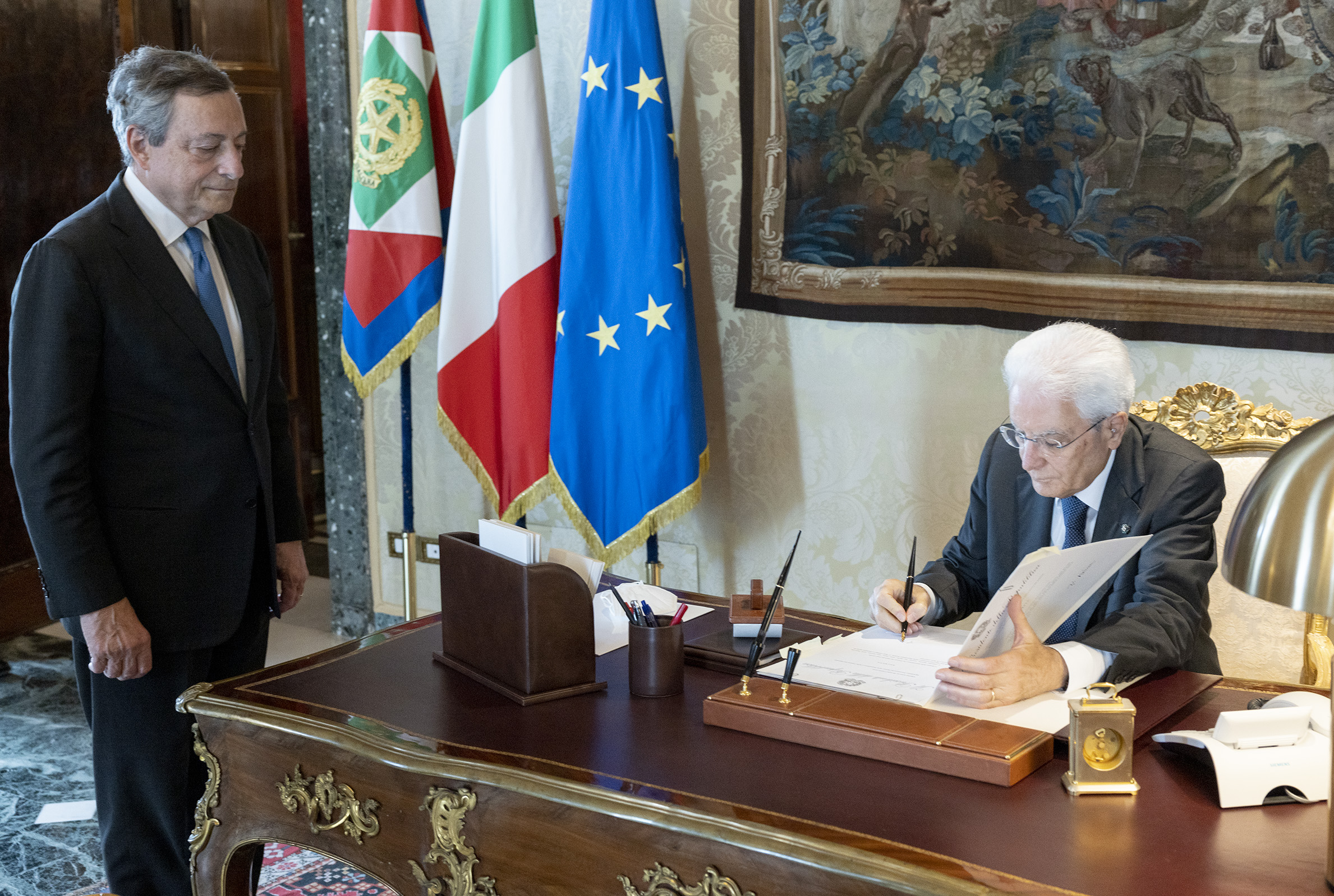
Il Presidente della Repubblica Sergio Mattarella firma il decreto di scioglimento delle Camere alla presenza del Presidente del Consiglio Mario Draghi (21 luglio 2022)

A giugno 2022 il ministro degli affari esteri Luigi Di Maio con altri 49 deputati e 10 senatori ha abbandonato il M5S, in dissenso rispetto alla linea politica assunta dal partito sotto la guida Giuseppe Conte, dando vita al gruppo parlamentare Insieme per il futuro. La crisi del governo Draghi è iniziata dopo poche settimane, il 14 luglio, a causa del mancato voto di fiducia in Senato del Movimento 5 Stelle al decreto legge "Aiuti". Il Presidente della Repubblica ha respinto tuttavia le dimissioni del Presidente del Consiglio, invitandolo a verificare in Parlamento l'esistenza della maggioranza. Il 20 luglio, la mozione di pieno sostegno all'esecutivo a firma di Pier Ferdinando Casini, su cui il governo aveva posto la questione di fiducia, ha raccolto al Senato appena 95 voti a causa della mancata partecipazione al voto sia del Movimento 5 Stelle, sia di Lega e Forza Italia (che avevano chiesto a Draghi di formare un nuovo governo che escludesse il M5S). L'indomani Mario Draghi ha rinnovato le proprie dimissioni, e di conseguenza il Presidente della Repubblica, dopo colloqui con i Presidenti del Senato e della Camera, ha sciolto le due Camere come previsto dall'art. 88 della Costituzione. La XVIII legislatura si è quindi chiusa in anticipo rispetto al suo termine naturale, previsto per il mese di marzo del 2023.

## Partiti, movimenti e gruppi politici

### Italia
| Liste                                       | Liste                                                         | Liste                                                            | Capo politico            | Circoscrizioni | Circoscrizioni | Collegi plurinominali | Collegi plurinominali | Candidati | Candidati | Collegi uninominali | Collegi uninominali |
| Liste                                       | Liste                                                         | Liste                                                            | Capo politico            | Camera (su 29) | Senato (su 21) | Camera                | Senato                | Camera    | Senato    | Camera              | Senato              |
| ------------------------------------------- | ------------------------------------------------------------- | ---------------------------------------------------------------- | ------------------------ | -------------- | -------------- | --------------------- | --------------------- | --------- | --------- | ------------------- | ------------------- |
|                                             | Coalizione di centro-destra                                   | Lega - Salvini Premier (LSP)                                     | Matteo Salvini           | 27             | 18             | 49                    | 26                    | 190       | 92        | 146                 | 67                  |
| Forza Italia (FI)                           | Coalizione di centro-destra                                   | Silvio Berlusconi                                                | 27                       | 18             | 49             | 26                    | 190                   | 92        |           | 146                 | 67                  |
| Fratelli d'Italia (FdI)                     | Coalizione di centro-destra                                   | Giorgia Meloni                                                   | 27                       | 18             | 49             | 26                    | 190                   | 92        |           | 146                 | 67                  |
| Noi moderati (NM)                           | Coalizione di centro-destra                                   | Maurizio Lupi                                                    | 27                       | 18             | 49             | 26                    | 190                   | 91        |           | 146                 | 67                  |
|                                             | Coalizione di centro-sinistra                                 | Partito Democratico - Italia Democratica e Progressista (PD-IDP) | Enrico Letta             | 28             | 20             | 49                    | 26                    | 190       | 92        | 146                 | 69                  |
| Impegno Civico – Centro Democratico (IC-CD) | Coalizione di centro-sinistra                                 | Luigi Di Maio                                                    | 28                       | 19             | 49             | 26                    | 188                   | 92        |           | 146                 | 69                  |
| Alleanza Verdi e Sinistra (AVS)             | Coalizione di centro-sinistra                                 | Angelo Bonelli                                                   | 28                       | 19             | 49             | 26                    | 189                   | 92        |           | 146                 | 69                  |
| +Europa (+E)                                | Coalizione di centro-sinistra                                 | Emma Bonino                                                      | 28                       | 18             | 49             | 26                    | 191                   | 91        |           | 146                 | 69                  |
|                                             | Movimento 5 Stelle (M5S)                                      | Movimento 5 Stelle (M5S)                                         | Giuseppe Conte           | 28             | 20             | 49                    | 26                    | 190       | 92        | 146                 | 73                  |
|                                             | Azione - Italia Viva - Calenda (Az-IV)                        | Azione - Italia Viva - Calenda (Az-IV)                           | Carlo Calenda            | 28             | 20             | 49                    | 26                    | 190       | 92        | 146                 | 70                  |
|                                             | Unione Popolare con De Magistris (UP)                         | Unione Popolare con De Magistris (UP)                            | Luigi de Magistris       | 28             | 20             | 49                    | 26                    | 190       | 92        | 147                 | 72                  |
|                                             | Italia Sovrana e Popolare (ISP)                               | Italia Sovrana e Popolare (ISP)                                  | Giovanna Colone          | 28             | 19             | 49                    | 24                    | 191       | 84        | 147                 | 65                  |
|                                             | Italexit per l'Italia (IpI)                                   | Italexit per l'Italia (IpI)                                      | Gianluigi Paragone       | 26             | 17             | 48                    | 26                    | 189       | 91        | 145                 | 66                  |
|                                             | Vita                                                          | Vita                                                             | Sara Cunial              | 20             | 17             | 43                    | 22                    | 130       | 77        | 106                 | 63                  |
|                                             | Mastella Noi di Centro-Europeisti                             | Mastella Noi di Centro-Europeisti                                | Clemente Mastella        | 13             | 9              | 16                    | 12                    | 72        | 44        | 64                  | 35                  |
|                                             | Alternativa per l'Italia - No Green Pass (PdF-EXIT)           | Alternativa per l'Italia - No Green Pass (PdF-EXIT)              | Mario Adinolfi           | 7              | 10             | 8                     | 14                    | 32        | 52        | 30                  | 35                  |
|                                             | Partito Comunista Italiano (PCI)                              | Partito Comunista Italiano (PCI)                                 | Mauro Alboresi           | 6              | 8              | 5                     | 8                     | 18        | 24        | 16                  | 22                  |
|                                             | Sud chiama Nord                                               | Sud chiama Nord                                                  | Cateno De Luca           | 5              | 3              | 7                     | 4                     | 32        | 16        | 25                  | 13                  |
|                                             | Partito Animalista-UCDL-10 Volte Meglio                       | Partito Animalista-UCDL-10 Volte Meglio                          | Cristiano Ceriello       | 3              | 2              | 3                     | 3                     | 22        | 8         | 23                  | 7                   |
|                                             | Forza del Popolo                                              | Forza del Popolo                                                 | Lillo Massimiliano Musso | 1              | 1              | 1                     | 1                     | 2         | 2         | 5                   | 2                   |
|                                             | Südtiroler Volkspartei (SVP) – PATT                           | Südtiroler Volkspartei (SVP) – PATT                              | Philipp Achammer         | 1              | 1              | 1                     | -                     | 3         | 6         | 4                   | 6                   |
|                                             | Free                                                          | Free                                                             | Mauro Lusetti            | 1              | -              | 1                     | -                     | 4         | -         | 4                   | -                   |
|                                             | Partito della Follia Creativa                                 | Partito della Follia Creativa                                    | Giuseppe Cirillo         | 1              | -              | 2                     | -                     | 8         | -         | 6                   | -                   |
|                                             | Destre Unite                                                  | Destre Unite                                                     | Massimiliano Panero      | -              | 1              | -                     | 1                     | -         | 8         | -                   | 5                   |
|                                             | Partito Comunista dei Lavoratori (PCL)                        | Partito Comunista dei Lavoratori (PCL)                           | Marco Ferrando           | -              | 1              | -                     | 1                     | -         | 2         | -                   | 2                   |
|                                             | Die Freiheitlichen                                            | Die Freiheitlichen                                               | -                        | -              | -              | -                     | -                     | -         | -         | -                   | 3                   |
|                                             | LSP-FI-NM-FdI                                                 | LSP-FI-NM-FdI                                                    | -                        | 1              | 1              | -                     | -                     | -         | -         | 1                   | 7                   |
|                                             | Alleanza Democratica per l'Autonomia (PD-IDP-+E-AVS-CB-Az-IV) | Alleanza Democratica per l'Autonomia (PD-IDP-+E-AVS-CB-Az-IV)    | -                        | -              | -              | -                     | -                     | -         | -         | -                   | 3                   |
|                                             | Democrazia Ambiente Futuro (PD-IDP-+E-AVS)                    | Democrazia Ambiente Futuro (PD-IDP-+E-AVS)                       | -                        | -              | -              | -                     | -                     | -         | -         | -                   | 1                   |
|                                             | Vallée d'Aoste (PD-IDP-UV-AV-VdAU-SA-Az-IV)                   | Vallée d'Aoste (PD-IDP-UV-AV-VdAU-SA-Az-IV)                      | -                        | 1              | 1              | -                     | -                     | -         | -         | 1                   | 1                   |
|                                             | Valle d'Aosta aperta (M5S-AD-GA-ADU-SI)                       | Valle d'Aosta aperta (M5S-AD-GA-ADU-SI)                          | -                        | 1              | 1              | -                     | -                     | -         | -         | 1                   | 1                   |
|                                             | La Renaissance Valdôtaine                                     | La Renaissance Valdôtaine                                        | -                        | 1              | -              | -                     | -                     | -         | -         | 1                   | -                   |
|                                             | Team K                                                        | Team K                                                           | -                        | -              | -              | -                     | -                     | -         | -         | -                   | 2                   |
|                                             | Pour l'Autonomie - Per l'Autonomia                            | Pour l'Autonomie - Per l'Autonomia                               | -                        | -              | 1              | -                     | -                     | -         | -         | -                   | 1                   |

### Estero
| Lista                                                   | Ripartizioni | Candidati |
| ------------------------------------------------------- | ------------ | --------- |
| +Europa                                                 | 1            | 5         |
| Alleanza Verdi e Sinistra                               | 1            | 6         |
| Azione - Italia Viva                                    | 3            | 11        |
| Impegno Civico – Centro Democratico                     | 1            | 3         |
| L'Italia del Meridione                                  | 1            | 4         |
| LSP-FI-FdI                                              | 4            | 16        |
| Movimento 5 Stelle                                      | 4            | 16        |
| Movimento Associativo Italiani all'Estero (MAIE)        | 2            | 8         |
| Movimento delle Libertà                                 | 1            | 6         |
| Partito Democratico - Italia Democratica e Progressista | 4            | 16        |
| Unione Sudamericana Emigrati Italiani (USEI)            | 1            | 4         |

Fonte:  Trasparenza - Elezioni politiche 25 settembre 2022, su dait.interno.gov.it. URL consultato il 19-09-2022.

## Campagna elettorale e programmi

### Coalizione di centro-destra
Le forze politiche del centro-destra hanno presentato un programma elettorale unitario, articolato in 15 punti principali: il rispetto delle alleanze internazionali e il rafforzamento del ruolo diplomatico dell'Italia; il pieno utilizzo delle risorse del PNRR e la difesa delle infrastrutture strategiche nazionali; l'elezione diretta del Presidente della Repubblica e la piena attuazione della legge sul federalismo fiscale, garantendo meccanismi di perequazione; la riduzione della pressione fiscale, l'estensione della flat tax per le partite IVA fino ai 100.000 euro e l'attuazione di un meccanismo per l'immediata compensazione dei crediti e dei debiti verso la Pubblica Amministrazione; il sostegno alla famiglia e alla natalità; il contrasto dell'immigrazione illegale, il rafforzamento dell'«Operazione Strade sicure», la lotta alla mafia, al terrorismo e all'integralismo islamico; lo sviluppo della sanità di prossimità, l'aggiornamento dei piani pandemici e l'estensione delle prestazioni sanitarie esenti da ticket; il taglio del cuneo fiscale e la riduzione dell'IVA sui prodotti energetici; la ridefinizione del sistema di ammortizzatori sociali, la riforma del reddito di cittadinanza e l'innalzamento delle pensioni minime e di invalidità; la tutela e la promozione del made in Italy, del turismo e dell'agricoltura; la salvaguardia dell'ambiente e la creazione di nuovi impianti di produzione energetica, anche mediante il ricorso al nucleare di nuova generazione; un piano straordinario per le aree a rischio di dissesto idrogeologico; la salvaguardia del comparto agro-alimentare; un piano per l'eliminazione del precariato del personale docente e l'ammodernamento dell'edilizia scolastica e delle residenze universitarie; la promozione dello sport e il sostegno agli enti del terzo settore.
Oltre al programma unitario, le quattro forze del centro-destra ne hanno anche presentato ciascuna uno proprio.

### Coalizione di centro-sinistra
Le forze politiche del centro-sinistra non hanno presentato un comune programma elettorale, ma ogni partito ne ha elaborato uno proprio.
Partito Democratico - Italia Democratica e Progressista
Partito Democratico - Italia Democratica e Progressista presenta un programma di fondo incentrato sulla difesa dell'ambiente, la maggior garanzia dei diritti civili, l'aumento dei salari e il contrasto all'inflazione e alla precarietà. In particolare sono proposti la garanzia della parità salariale tra donne e uomini, l'introduzione del salario minimo per i lavoratori senza contratto collettivo, l'abolizione degli stage gratuiti e il taglio del cuneo fiscale sul costo del lavoro, la promozione di politiche ambientali e delle energie rinnovabili, la costruzione di case popolari e il sostegno agli studenti e ai giovani in affitto, la concessione della cittadinanza italiana agli studenti stranieri (cosiddetto ius scholae), la scuola dell'infanzia obbligatoria e gratuita, l'estensione dell'obbligo scolastico fino ai 18 anni e la promozione di un'agenda sui diritti civili degli omosessuali, un piano di assunzione dei medici di famiglia.
Alleanza Verdi e Sinistra
Europa Verde e Sinistra Italiana affrontano i temi della giustizia ambientale e sociale, chiedendo maggiore impegno nelle politiche contro il cambiamento climatico, l'introduzione di un salario minimo orario di 10 euro, garantire a tutti il diritto allo studio gratuito dall'asilo all'università, ricostruire la sanità pubblica e territoriale.
+Europa
+Europa si propone di "proseguire nel solco del lavoro svolto dal governo Draghi", mantenendo fede a europeismo e atlantismo.
Impegno Civico
La lista Impegno Civico, che comprende Insieme per il futuro di Luigi Di Maio e Centro Democratico di Bruno Tabacci, propone un programma basato sulla transizione ecologica e sul posizionamento europeista e atlantista in politica estera; propone inoltre la revisione del reato di abuso d'ufficio.

### Movimento 5 Stelle

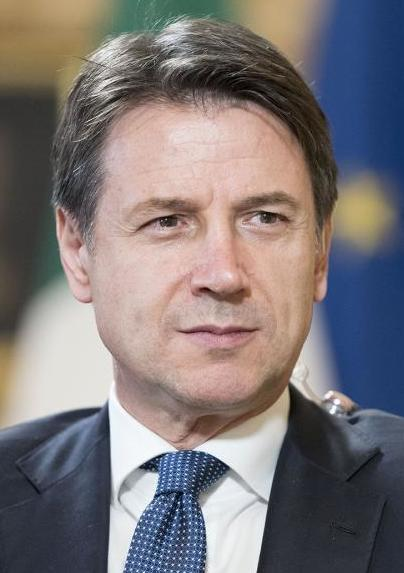
Giuseppe Conte (M5S)

Il Movimento 5 Stelle ha presentato un programma che segue in gran parte le proposte avanzate da Giuseppe Conte a Mario Draghi a luglio 2022 e i cui punti principali sono: il mantenimento del reddito di cittadinanza, l'introduzione del salario minimo, il contrasto al precariato, aumentare gli aiuti a famiglie e imprese (inclusa la lotta alle speculazioni dei prezzi e taglio del cuneo fiscale), favorire la transizione ecologica investendo sulle fonti rinnovabili anziché sulle infrastrutture a gas e sui combustibili fossili, sbloccare i crediti del superbonus 110%, introdurre un "cashback fiscale" che rimborsi immediatamente quanto di solito viene restituito solo dopo la presentazione della dichiarazione dei redditi, la mitigazione e la rateizzazione delle riscossioni coattive, introduzione della clausola sulla legge di delegazione.

### Azione - Italia Viva - Calenda
Azione - Italia Viva propone di proseguire l'agenda del governo Draghi (in particolare nell'adesione ad europeismo ed atlantismo, sostegno all'Ucraina e proseguimento del PNRR esistente, senza riscriverlo). Altre proposte comprendono la modifica sostanziale (in senso restrittivo) del reddito di cittadinanza, l'introduzione di un salario minimo, una semplificazione del sistema tributario e l'impiego di fonti alternative volte a ridurre la dipendenza energetica dal gas russo (sia attraverso fonti rinnovabili e rigassificatori sia con la re-introduzione dell'energia nucleare).

### Unione Popolare

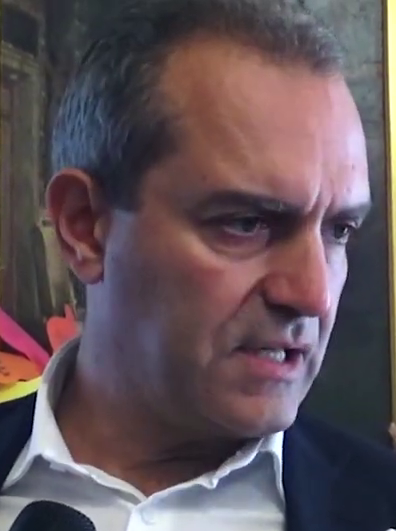
Luigi de Magistris (UP)

Il programma di Unione Popolare, lista promossa da Democrazia e Autonomia, Rifondazione Comunista, Potere al Popolo!, ManifestA, Partito del Sud e Risorgimento Socialista, si articola in dodici sezioni tematiche. In esse si propone l'introduzione di un salario minimo di almeno 10 euro all'ora, la limitazione dell'uso del contratto a tempo determinato nei rapporti di lavoro, l'inasprimento delle pene per il mancato adempimento degli obblighi relativi al diritto del lavoro e alla tutela della salute e sicurezza dei lavoratori, dei grandi investimenti sulla medicina territoriale, lo stop al progetto di autonomia differenziata, dei forti investimenti nel trasporto pubblico urbano e interurbano, l'istituzione di un comitato pubblico per le partecipazioni statali, la riforma del catasto per redistribuire il carico fiscale su chi ha grandi patrimoni immobiliari e la diminuzione delle tasse per chi ha modeste proprietà, la lotta contro l'evasione fiscale, il contrasto ai fenomeni di corruzione e al riciclaggio di denaro sporco, il rendere i consultori spazi pienamente gratuiti e laici, con scopi anche culturali e sociali.

### Italia Sovrana e Popolare
Il programma di Italia Sovrana e Popolare, lista trasversale promossa da varie forze politiche tra cui il Partito Comunista di Marco Rizzo, si oppone decisamente alle politiche perseguite dal governo Draghi, proponendo il recesso unilaterale dell'Italia da UE e NATO, l'adozione di una politica estera autonoma e neutrale e di una politica economica espansiva (con nazionalizzazione dei settori strategici, incluso quello energetico), investimenti pubblici per la manutenzione del territorio e raggiungimento della piena occupazione, con un salario minimo mensile di 1.200 euro.

### Italexit

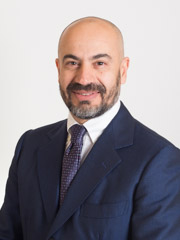
Gianluigi Paragone

Il programma elettorale di Italexit,  guidata da Gianluigi Paragone, si incentra sui seguenti punti: contrarietà all'applicazione di green pass e all'obbligo vaccinale; risarcimento per i cittadini che siano stati sospesi dal lavoro per non essersi sottoposti alla vaccinazione anti COVID-19; costituzione di una commissione parlamentare d'inchiesta sulla gestione della pandemia di COVID-19 in Italia; opposizione all'invio di armi ad altri Paesi; piano straordinario per il potenziamento delle forze dell'ordine; uscita dell'Italia dall'eurozona e dall'Unione europea; contrasto alle privatizzazioni e alle multinazionali; riduzione della pressione fiscale e abolizione della riforma delle pensioni Fornero; rilancio della sanità territoriale; tutela dell'ambiente e difesa del made in Italy.

### Vita

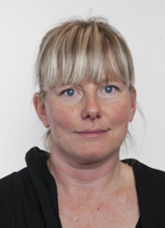
Sara Cunial

La lista «Vita», fondata da Sara Cunial, nasce in dissenso alle politiche sanitarie portate avanti dai governi Conte II e Draghi (definite "dittatura sanitaria"), proponendosi di "sostenere la vita e la libertà". Il programma comprende l'abolizione di vaccinazioni obbligatorie e passaporti vaccinali, il ripristino della sovranità nazionale, l'opposizione alla cosiddetta ideologia gender, il bando alla tecnologia 5G e agli OGM e il contrasto all'immigrazione clandestina.

## Sondaggi
Si riportano di seguito i sondaggi condotti dal 21 luglio (scioglimento delle Camere) al 10 settembre (15º giorno precedente le elezioni, dal quale è vietata la diffusione di sondaggi elettorali).
| Data di rilevazione  | Istituto            | Apl | +E  | Az    | IV    | AVS | FI   | FdI  | IC  | IpI | ISP | LSP  | M5S  | NM  | PD-IDP | UP  | Altri | Indecisi | Astenuti |
| -------------------- | ------------------- | --- | --- | ----- | ----- | --- | ---- | ---- | --- | --- | --- | ---- | ---- | --- | ------ | --- | ----- | -------- | -------- |
| Data di rilevazione  | Istituto            |     |     |       |       |     |      |      |     |     |     |      |      |     |        |     | Altri | Indecisi | Astenuti |
| 21-22 lug. 2022      | Tecnè               | -   | 4,8 | 4,8   | 2,8   | 4,2 | 10,6 | 23,4 | -   | 2,5 | -   | 14,6 | 9,4  | -   | 23,0   | -   | 4,7   | 45,1     | 45,1     |
| 22 lug. 2022         | Euromedia           | -   | 5,1 | 5,1   | 3,1   | 3,2 | 7,7  | 23,5 | 1,5 | 2,7 | -   | 14,0 | 9,2  | 1,0 | 24,2   | -   | 4,8   | 36,8     | 36,8     |
| 21-23 lug. 2022      | Bidimedia           | 1,0 | 4,8 | 4,8   | 2,1   | 4,5 | 6,7  | 23,6 | 0,8 | 2,0 | 0,7 | 14,5 | 10,0 | 1,4 | 23,5   | 1,0 | 3,4   | 27,5     | 38,5     |
| 21-23 lug. 2022      | Demopolis           | -   | 3,9 | 3,9   | -     | -   | 6,5  | 23,5 | -   | -   | -   | 14,2 | 9,8  | -   | 22,3   | -   | 19,8  | 18,0     | -        |
| 22-23 lug. 2022      | Quorum              | -   | 4,9 | 4,9   | 1,8   | 4,2 | 8,3  | 23,8 | 2,6 | 2,0 | -   | 13,4 | 9,8  | -   | 24,1   | -   | 5,1   | 41,7     | 41,7     |
| 21-25 lug. 2022      | SWG                 | -   | 6,0 | 6,0   | 2,9   | 3,6 | 7,1  | 25,0 | 1,5 | 2,8 | -   | 12,4 | 10,1 | 1,0 | 25,4   | -   | 2,2   | -        | -        |
| 22-25 lug. 2022      | EMG                 | -   | 6,0 | 6,0   | 4,0   | 3,5 | 7,0  | 22,5 | 1,5 | 2,5 | -   | 12,5 | 10,5 | 3,5 | 24,5   | -   | 2,0   | -        | -        |
| 26-28 lug. 2022      | Ipsos               | -   | 3,6 | 3,6   | 2,3   | 3,4 | 9,0  | 23,3 | 1,3 | 3,1 | -   | 13,5 | 11,3 | -   | 24,7   | -   | 4,5   | 40,6     | 40,6     |
| 26-28 lug. 2022      | Termometro politico | 1,0 | 4,6 | 4,6   | 2,4   | 2,5 | 7,2  | 24,3 | -   | 2,0 | 1,8 | 14,7 | 11,3 | 0,7 | 23,0   | 1,5 | 3,0   | -        | -        |
| 28 lug. 2022         | Tecnè               | -   | 4,9 | 4,9   | 2,9   | 4,1 | 10,8 | 23,8 | -   | 2,6 | -   | 13,9 | 9,4  | -   | 24,2   | -   | 3,4   | 44,3     | 44,3     |
| 29-31 lug. 2022      | Quorum              | -   | 3,3 | 3,3   | 3,5   | 4,5 | 7,1  | 24,8 | 0,7 | 2,5 | -   | 12,8 | 9,8  | 2,9 | 23,0   | -   | 5,0   | 36,4     | 36,4     |
| 27 lug.-1º ago. 2022 | SWG                 | -   | 6,8 | 6,8   | 2,8   | 4,1 | 7,5  | 24,2 | 1,7 | 3,2 | -   | 12,0 | 10,0 | 1,0 | 23,7   | -   | 3,0   | -        | -        |
| 26 lug.-2 ago. 2022  | Piepoli             | -   | 1,5 | 4,0   | 3,0   | 4,5 | 7,5  | 23,0 | 2,0 | 2,5 | -   | 14,5 | 10,5 | -   | 24,5   | -   | 2,5   | 42,0     | 42,0     |
| 29 lug.-2 ago. 2022  | Demos&Pi e Demetra  | -   | 5,3 | 5,3   | 2,8   | 3,6 | 8,3  | 23,4 | -   | 2,7 | -   | 13,2 | 11,3 | -   | 24,6   | -   | 4,8   | -        | -        |
| 1º-2 ago. 2022       | BiDiMedia           | 0,9 | 5,3 | 5,3   | 2,3   | 3,8 | 6,2  | 24,2 | -   | 2,3 | -   | 13,6 | 9,4  | 1,6 | 24,2   | 0,9 | 3,5   | 25,5     | 35,5     |
| 1º-3 ago. 2022       | Tecnè               | -   | 4,9 | 4,9   | 2,9   | 3,9 | 10,9 | 24,2 | -   | 2,7 | -   | 13,4 | 9,5  | 1,0 | 24,0   | -   | 2,6   | 45,2     | 45,2     |
| 1º-3 ago. 2022       | Tecnè               | -   | 4,9 | 4,9   | 2,9   | 3,9 | 11,0 | 24,3 | -   | 2,7 | -   | 13,3 | 9,2  | 1,0 | 24,1   | -   | 2,7   | 45,2     | 45,2     |
| 3 ago. 2022          | BiDiMedia           | 1,5 | 6,0 | 6,0   | 2,0   | 4,1 | 6,4  | 24,3 | 1,0 | 2,3 | 0,7 | 13,5 | 9,7  | -   | 24,5   | -   | 4,0   | 26       | 36       |
| 4-6 ago. 2022        | BiDiMedia           | 1,2 | 5,8 | 5,8   | 2,2   | 4,0 | 6,7  | 24,2 | 0,8 | 2,2 | 0,8 | 13,3 | 9,6  | 1,6 | 24,4   | 1,1 | 2,1   | 26,5     | 36,5     |
| 5-7 agosto 2022      | Quorum              | -   | 1,6 | 2,0   | 2,2   | 3,9 | 8,9  | 24,2 | 1,5 | 3,2 | -   | 14,0 | 10,6 | 1,1 | 22,3   | 0,7 | 3,7   | 38,7     | 38,7     |
| 3-8 ago. 2022        | SWG                 | -   | 6,5 | 6,5   | 2,9   | 3,7 | 8,0  | 23,8 | 1,4 | 3,3 | -   | 12,5 | 10,4 | 1,0 | 23,3   | -   | 3,2   | 38       | -        |
| 8-11 ago. 2022       | Tecnè               | -   | 3,0 | 1,9   | 2,8   | 3,8 | 11,4 | 24,2 | -   | 2,6 | -   | 13,0 | 9,8  | 1,1 | 23,8   | -   | 2,6   | 44,8     | 44,8     |
| 8-11 ago. 2022       | Tecnè               | -   | 3,0 | 1,9   | 2,8   | 3,7 | 11,3 | 24,3 | -   | 2,6 | -   | 13,1 | 9,7  | 1,1 | 23,9   | -   | 2,6   | 44,8     | 44,8     |
| 10-11 agosto 2022    | Demopolis           | -   | -   | 5,3   | 5,3   | 4,1 | 6,8  | 24,3 | -   | -   | -   | 15,2 | 10,6 | -   | 22,8   | -   | 8,3   | 19       | 34       |
| 11-14 ago. 2022      | G.D.C.              | -   | 2,2 | 5,1   | 5,1   | 3,4 | 7,5  | 23,4 | 0,9 | 3,1 | -   | 12,3 | 10,7 | 3,2 | 25,9   | -   | 2,3   | -        | -        |
| 17-18 ago. 2022      | Bidimedia           | 1,0 | 2,1 | 5,2   | 5,2   | 3,9 | 7,0  | 24,0 | 0,9 | 2,4 | 0,8 | 13,6 | 10,0 | 1,8 | 24,2   | 0,9 | 2,2   | 26       | 36       |
| 16-18 ago. 2022      | Termometro Politico | 1,0 | 1,9 | 4,9   | 4,9   | 2,6 | 7,3  | 24,3 | 0,7 | 2,4 | 1,5 | 14,3 | 11,1 | 1,0 | 23,5   | 1,5 | 2,0   | -        | -        |
| 17-18 ago. 2022      | Tecnè               | -   | 2,8 | 4,8   | 4,8   | 3,7 | 11,4 | 24,3 | -   | 2,7 | -   | 12,9 | 10,2 | 1,2 | 23,5   | -   | 2,5   | 43,8     | 43,8     |
| 17-18 ago. 2022      | Tecnè               | -   | 2,9 | 4,9   | 4,9   | 3,6 | 11,3 | 24,3 | -   | 2,7 | -   | 13,0 | 10,1 | 1,2 | 23,4   | -   | 2,6   | 43,8     | 43,8     |
| 20 ago. 2022         | NOTO Sondaggi       | -   | 1,3 | 7,5   | 7,5   | 2,7 | 7,5  | 25,0 | 1,0 | 2,3 | -   | 12,5 | 12,5 | 2,5 | 20,5   | -   | 4,7   | -        | -        |
| 24-27 ago. 2022      | Quorum/Youtrend     | 0,4 | 2,9 | 5,3   | 5,3   | 3,2 | 8,7  | 24,1 | 0,7 | 2,5 | 0,8 | 13,8 | 11,1 | 1,9 | 22,7   | 1,2 | 0,8   | 38,8     | 38,8     |
| 26-29 ago. 2022      | Tecnè               | -   | 2,4 | 5,1   | 5,1   | 3,1 | 10,9 | 24,6 | 0,8 | 2,6 | -   | 12,9 | 10,9 | 1,3 | 22,2   | -   | 3,2   | 44,1     | 44,1     |
| 29 ago. 2022         | EMG                 | -   | 2,1 | 7,0   | 7,0   | 3,4 | 8,4  | 23,2 | 1,3 | 2,9 | -   | 12,8 | 11,7 | 3,1 | 21,3   | 1,2 | 1,6   | 41,4     | 41,4     |
| 30 ago. 2022         | Euromedia           | -   | 1,5 | 7,4   | 7,4   | 3,1 | 7,0  | 24,6 | 1,0 | 3,0 | -   | 12,5 | 12,3 | 2,0 | 23,1   | -   | -     | -        | 35,4     |
| 30 ago. 2022         | SWG                 | -   | 1,5 | 6,8   | 6,8   | 4,0 | 7,0  | 24,8 | 1,2 | 3,4 | -   | 12,5 | 11,6 | 1,6 | 22,3   | -   | 3,3   | -        | -        |
| 30 ago. 2022         | IPSOS               | -   | 2,0 | 5,0   | 5,0   | 4,1 | 8,0  | 24,0 | 0,8 | 3,0 | -   | 13,4 | 13,4 | 1,0 | 23,0   | -   | 1,2   | 38,3     | 38,3     |
| 31 ago. 2022         | NOTO Sondaggi       | -   | 2,0 | 8,0   | 8,0   | 3,0 | 7,5  | 23,5 | 1,5 | 2,0 | -   | 13,5 | 12,5 | -   | 20,0   | -   | 4,0   | -        | -        |
| 31 ago. 2022         | Bidimedia           | 1,1 | 1,9 | 6,2   | 6,2   | 3,8 | 6,6  | 24,5 | 0,7 | 2,5 | 0,9 | 12,7 | 11,0 | 1,6 | 24,3   | 1,3 | 0,9   | 23,0     | 34,5     |
| 31 ago.-1º set. 2022 | Termometro Politico | 0,8 | 1,7 | 5,1   | 5,1   | 2,7 | 7,0  | 24,8 | 0,6 | 2,8 | 1,7 | 13,9 | 11,6 | 1,1 | 23,0   | 1,5 | 1,7   | -        | -        |
| 29 ago.-1º set. 2022 | Istituto Ixè        | -   | 2.7 | 7,1   | 7,1   | 3,5 | 7,9  | 22,7 | 0,8 | 2,5 | -   | 10,9 | 13,8 | 1,2 | 21,7   | -   | 5,2   | -        | -        |
| 31 ago.-4º set. 2022 | GPF                 | 0,2 | 1,2 | 5,3   | 5,3   | 3,9 | 8,0  | 24,4 | 0,8 | 3,6 | 1,3 | 12,7 | 13,4 | 0,5 | 22,6   | 0,8 | -     | -        | -        |
| 31 ago.-5 set. 2022  | SWG                 | -   | 1,9 | 7,2   | 7,2   | 4,2 | 6,7  | 25,8 | 1,3 | 3,1 | -   | 12,1 | 11,9 | 1,5 | 21,4   | 1,2 | 1,7   | 39,0     | 39,0     |
| 1-5 set. 2022        | Tecnè               | -   | 2,1 | 6,1   | 6,1   | 3,0 | 10,4 | 24,8 | 0,9 | 2,4 | -   | 12,1 | 11,9 | 1,4 | 21,9   | -   | 3,0   | 43,5     | 43,5     |
| 2 set. 2022          | Izi                 | 0,2 | 2,0 | 5,2   | 5,2   | 4,5 | 8,0  | 24,5 | 0,6 | 2,6 | -   | 12,0 | 13,0 | 0,6 | 21,8   | 1,4 | 3,6   | -        | -        |
| 2 set. 2022          | Demopolis           | -   | -   | 7,0   | 7,0   | 3,5 | 7,2  | 24,5 | -   | 3,0 | -   | 13,6 | 12,3 | -   | 22,4   | -   | 3,0   | 22,0     | -        |
| 2-4 set. 2022        | Quorum/Youtrend     | -   | 2,2 | 5,2   | 5,2   | 3,5 | 8,1  | 24,2 | 0,9 | 2,6 | -   | 13,5 | 12,1 | 1,5 | 21,9   | 1,2 | 3,1   | 42,0     | 42,0     |
| 4 set. 2022          | Lab2101             | -   | 1,7 | 6,6   | 6,6   | 3,1 | 5,9  | 22,8 | 1,3 | -   | -   | 16,7 | 11,1 | 2,7 | 25,3   | -   | 2,8   | 34,2     | -        |
| 4-6 set. 2022        | Ipsos               | -   | 2,5 | 6,7   | 6,7   | 3,4 | 8,0  | 25,1 | 0,8 | 3,0 | -   | 12,5 | 14,5 | 1,0 | 20,5   | 1,0 | 1,0   | 10,1     | -        |
| 5 set. 2022          | EMG                 | -   | 2,3 | 7,7   | 7,7   | 3,1 | 8,2  | 23,8 | 1,2 | 2,9 | -   | 12,3 | 12,0 | 3,1 | 20,9   | 1,1 | 1,4   | 41,0     | 41,0     |
| 5-6 set. 2022        | Bidimedia           | -   | 1,6 | 6,6   | 6,6   | 4,1 | 6,7  | 24,7 | 0,7 | 2,4 | 0,8 | 12,5 | 11,6 | 1,5 | 23,7   | 1,5 | 1,1   | 22,0     | 33,0     |
| 5-7 set. 2022        | Demopolis           | -   | -   | 7,0   | 7,0   | 3,5 | 6,9  | 25,0 | -   | 3,0 | -   | 13,5 | 12,8 | -   | 22,4   | -   | 3,0   | 21,0     | -        |
| 5-7 set. 2022        | EMG                 | -   | 3,0 | 8,0   | 8,0   | 3,0 | 8,0  | 24,5 | 1,5 | 2,5 | -   | 12,0 | 13,0 | 3,0 | 19,5   | -   | 2,0   | -        | -        |
| 6-7 set. 2022        | NOTO Sondaggi       | -   | 1,3 | 7,7   | 7,7   | 2,7 | 6,9  | 24,3 | 2,2 | 2,7 | -   | 13,0 | 13,5 | 2,5 | 19,5   | -   | 3,7   | -        | -        |
| 7 set. 2022          | Euromedia           | -   | 1,7 | 7,8   | 7,8   | 3,8 | 7,2  | 24,7 | 1,0 | 2,6 | -   | 11,8 | 13,0 | 1,6 | 21,8   | -   | 3,0   | 35,0     | 35,0     |
| 6-8 set. 2022        | Tecnè               | -   | 2,0 | 6,4   | 6,4   | 3,2 | 10,2 | 25,4 | 0,9 | 2,6 | -   | 11,4 | 12,2 | 1,3 | 21,6   | -   | 2,8   | -        | -        |
| 6-8 set. 2022        | Termometro Politico | 0,7 | 1,6 | 5,1   | 5,1   | 2,6 | 7,2  | 25,2 | 0,7 | 2,8 | 1,2 | 13,3 | 13,3 | 1,1 | 22,2   | 1,7 | 1,3   | -        | -        |
| 8 set. 2022          | Cluster17           | -   | 2,4 | 6,8   | 6,8   | 3,6 | 8,4  | 24,4 | 0,6 | 3,3 | -   | 11,3 | 14,1 | 0,7 | 20,8   | 1,2 | 2,3   | -        | -        |
| 8 set. 2022          | CISE                | -   | 2,3 | 5,3   | 5,3   | 5,9 | 8,0  | 23,0 | 1,4 | 3,6 | -   | 9,6  | 16,6 | 0,9 | 21,4   | -   | 2,0   | 33,7     | 33,7     |
| 6-9 set. 2022        | SWG                 | -   | 2,1 | 7,5   | 7,5   | 4,0 | 6,7  | 27,0 | 1,0 | 2,9 | -   | 12,1 | 12,0 | 1,4 | 20,4   | 1,0 | 1,9   | 41,0     | 41,0     |
| 8-9 set. 2022        | Bidimedia           | -   | 1,6 | 7,0   | 7,0   | 4,0 | 6,7  | 25,8 | 0,7 | 2,4 | 0,8 | 11,8 | 13,1 | 1,4 | 22,3   | 1,2 | 0,8   | 21,0     |          |
| Data di rilevazione  | Istituto            | ApI | +E  | Az-IV | Az-IV | AVS | FI   | FdI  | IC  | IpI | ISP | LSP  | M5S  | NM  | PD-IDP | UP  | Altri | Indecisi | Astenuti |
| Data di rilevazione  | Istituto            |     |     |       |       |     |      |      |     |     |     |      |      |     |        |     | Altri | Indecisi | Astenuti |

## Affluenza
Il corpo elettorale comprendeva 50 904 123 elettori tra cui 46 120 143 in Italia e 4 743 980 all'estero.
L'affluenza in Italia si è attestata appena sotto al 64%, peggiorando così di 9 punti il record negativo nella serie storica della partecipazione al voto per le elezioni politiche nella storia repubblicana italiana (registrato alle appena precedenti elezioni del 2018).
| Area   | Corpo elettorale | Camera dei deputati | Camera dei deputati | Camera dei deputati | Camera dei deputati | Senato    | Senato       |
| Area   | Corpo elettorale | Affluenza           | Affluenza           | Affluenza           | Affluenza           | Affluenza | Affluenza    |
| Area   | Corpo elettorale | h 12:00             | h 19:00             | h 23:00             | Var. da 2018        | h 23:00   | Var. da 2018 |
| ------ | ---------------- | ------------------- | ------------------- | ------------------- | ------------------- | --------- | ------------ |
| Italia | 46 120 143       | 19,21%              | 51,14%              | 63,91%              | 9,03                | 63,81%    | 9,19         |
| Estero | 4 743 980        | 26,36%              | 26,36%              | 26,36%              | 3,49                | 26,01%    | 4,31         |

## Risultati

### Camera dei deputati

#### Italia (eccetto Valle d'Aosta)
| Liste          | Liste                                                   | Proporzionale | Proporzionale | Proporzionale | Maggioritario | Maggioritario | Maggioritario |  |
| Liste          | Liste                                                   | Voti          | %             | Seggi         | Voti          | %             | Seggi         |  |
| -------------- | ------------------------------------------------------- | ------------- | ------------- | ------------- | ------------- | ------------- | ------------- |  |
|                | Fratelli d'Italia                                       | 7 301 303     | 25,98         | 69            | 12 305 014    | 43,79         | 121           |  |
|                | Lega per Salvini Premier                                | 2 470 318     | 8,79          | 23            | 12 305 014    | 43,79         | 121           |  |
|                | Forza Italia                                            | 2 279 266     | 8,11          | 22            | 12 305 014    | 43,79         | 121           |  |
|                | Noi Moderati                                            | 254 127       | 0,90          | –             | 12 305 014    | 43,79         | 121           |  |
|                | Partito Democratico - Italia Democratica e Progressista | 5 348 676     | 19,04         | 57            | 7 340 096     | 26,12         | 12            |  |
|                | Alleanza Verdi e Sinistra                               | 1 021 808     | 3,64          | 11            | 7 340 096     | 26,12         | 12            |  |
|                | +Europa                                                 | 796 057       | 2,83          | –             | 7 340 096     | 26,12         | 12            |  |
|                | Impegno Civico – Centro Democratico                     | 173 555       | 0,62          | –             | 7 340 096     | 26,12         | 12            |  |
|                | Movimento 5 Stelle                                      | 4 335 494     | 15,43         | 41            | 4 335 494     | 15,43         | 10            |  |
|                | Azione - Italia Viva                                    | 2 186 505     | 7,78          | 21            | 2 186 505     | 7,78          | –             |  |
|                | Italexit                                                | 534 950       | 1,90          | –             | 534 950       | 1,90          | –             |  |
|                | Unione Popolare                                         | 403 149       | 1,43          | –             | 403 149       | 1,43          | –             |  |
|                | Italia Sovrana e Popolare                               | 348 831       | 1,24          | –             | 348 831       | 1,24          | –             |  |
|                | Sud chiama Nord                                         | 212 954       | 0,76          | –             | 212 954       | 0,76          | 1             |  |
|                | Vita                                                    | 201 737       | 0,72          | –             | 201 737       | 0,72          | –             |  |
|                | SVP – PATT                                              | 117 032       | 0,42          | 1             | 117 032       | 0,42          | 2             |  |
|                | Noi di Centro – Europeisti                              | 46 230        | 0,16          | –             | 46 230        | 0,16          | –             |  |
|                | Partito Comunista Italiano                              | 24 549        | 0,09          | –             | 24 549        | 0,09          | –             |  |
|                | Partito Animalista – UCDL – 10 Volte Meglio             | 21 451        | 0,08          | –             | 21 451        | 0,08          | –             |  |
|                | Alternativa per l'Italia (PdF - Exit)                   | 17 137        | 0,06          | –             | 17 137        | 0,06          | –             |  |
|                | Partito della Follia Creativa                           | 1 419         | 0,01          | –             | 1 419         | 0,01          | –             |  |
|                | Free                                                    | 829           | 0,00          | –             | 829           | 0,00          | –             |  |
|                | Forza del Popolo                                        | 819           | 0,00          | –             | 819           | 0,00          | –             |  |
| Totale         | Totale                                                  | 28 098 196    | 100           | 245           | 28 098 196    | 100           | 146           |  |
|                |                                                         |               |               |               |               |               |               |  |
| Schede bianche | Schede bianche                                          | 493 282       | 1,68          |               |               |               |               |  |
| Schede nulle   | Schede nulle                                            | 822 179       | 2,80          |               |               |               |               |  |
| Votanti        | Votanti                                                 | 29 413 657    | 63,91         |               |               |               |               |  |
| Elettori       | Elettori                                                | 46 021 956    |               |               |               |               |               |  |

NOTA: La sezione sottostante i voti validi (quelli validati ad un partito) comprende, nella voce "Schede nulle", anche le "Schede contestate - rigettate" (2 817).

#### Valle d'Aosta
|                | Vallée d'Aoste                                                             | 20 763 | 38,63 | 1 |  |  |
|                | Forza Italia - Fratelli d'Italia - Noi Moderati - Lega per Salvini Premier | 16 016 | 29,80 | – |  |  |
|                | La Renaissance Valdôtaine                                                  | 6 398  | 11,90 | – |  |  |
|                | Valle d'Aosta Aperta                                                       | 5 841  | 10,87 | – |  |  |
|                | Italia Sovrana e Popolare                                                  | 2 302  | 4,28  | – |  |  |
|                | Unione Popolare                                                            | 1 375  | 2,56  | – |  |  |
|                | Partito Comunista Italiano                                                 | 1 051  | 1,96  | – |  |  |
| Totale         | Totale                                                                     | 53 746 | 100   | 1 |  |  |
|                |                                                                            |        |       |   |  |  |
| Schede bianche | Schede bianche                                                             | 2 229  | 3,75  |   |  |  |
| Schede nulle   | Schede nulle                                                               | 3 515  | 5,91  |   |  |  |
| Votanti        | Votanti                                                                    | 59 490 | 60,59 |   |  |  |
| Elettori       | Elettori                                                                   | 98 187 |       |   |  |  |

NOTA: La sezione sottostante i voti validi (quelli validati ad un partito) comprende, nella voce "Schede nulle", anche le "Schede contestate - rigettate" (4).

#### Estero
- Dati risultanti da sommatoria, sulla base dei collegi componenti la mega-circoscrizione "Estero".

|                | Partito Democratico - Italia Democratica e Progressista     | 306 105   | 28,20 | 4 |  |  |
|                | Lega per Salvini Premier – Forza Italia – Fratelli d'Italia | 282 636   | 26,04 | 2 |  |  |
|                | Movimento Associativo Italiani all'Estero                   | 141 440   | 13,03 | 1 |  |  |
|                | Movimento 5 Stelle                                          | 93 219    | 8,59  | 1 |  |  |
|                | Unione Sudamericana Emigrati Italiani                       | 73 389    | 6,76  | – |  |  |
|                | Azione - Italia Viva                                        | 60 456    | 5,57  | – |  |  |
|                | Alleanza Verdi e Sinistra                                   | 52 962    | 4,88  | – |  |  |
|                | +Europa                                                     | 29 947    | 2,76  | – |  |  |
|                | Movimento delle Libertà                                     | 18 348    | 1,69  | – |  |  |
|                | L'Italia del Meridione                                      | 15 442    | 1,42  | – |  |  |
|                | Impegno Civico – Centro Democratico                         | 11 608    | 1,07  | – |  |  |
| Totale         | Totale                                                      | 1 085 552 | 100   | 8 |  |  |
|                |                                                             |           |       |   |  |  |
| Schede bianche | Schede bianche                                              | 20 106    | 1,61  |   |  |  |
| Schede nulle   | Schede nulle                                                | 144 823   | 11,58 |   |  |  |
| Votanti        | Votanti                                                     | 1 250 481 | 26,36 |   |  |  |
| Elettori       | Elettori                                                    | 4 743 980 |       |   |  |  |

NOTA: La sezione sottostante i voti validi (quelli validati ad un partito) comprende, nella voce "Schede nulle", anche le "Schede contestate - rigettate".
- In seguito sono riportati i dati elettorali (elettori - votanti - sc. bianche - sc. nulle) per ciascun collegio costitutivo:

| Collegi                           | Elettori  | Votanti | Schede bianche | Schede nulle |
| --------------------------------- | --------- | ------- | -------------- | ------------ |
| Europa                            | 2 571 013 | 637 148 | 10 150         | 59 169       |
| America meridionale               | 1 515 264 | 470 382 | 7 751          | 65 194       |
| America settentrionale e centrale | 411 997   | 86 904  | 1 152          | 11 919       |
| Africa, Asia, Oceania e Antartide | 245 706   | 56 047  | 1 053          | 8 541        |

### Senato della Repubblica

#### Italia (eccetto Valle d'Aosta e Trentino-Alto Adige)
| Liste          | Liste                                                   | Proporzionale | Proporzionale | Proporzionale | Maggioritario | Maggioritario | Maggioritario |  |
| Liste          | Liste                                                   | Voti          | %             | Seggi         | Voti          | %             | Seggi         |  |
| -------------- | ------------------------------------------------------- | ------------- | ------------- | ------------- | ------------- | ------------- | ------------- |  |
|                | Fratelli d'Italia                                       | 7 168 875     | 26,00         | 34            | 12 135 847    | 44,02         | 56            |  |
|                | Lega per Salvini Premier                                | 2 437 406     | 8,84          | 13            | 12 135 847    | 44,02         | 56            |  |
|                | Forza Italia                                            | 2 281 158     | 8,27          | 9             | 12 135 847    | 44,02         | 56            |  |
|                | Noi Moderati                                            | 248 308       | 0,90          | –             | 12 135 847    | 44,02         | 56            |  |
|                | Partito Democratico - Italia Democratica e Progressista | 5 220 256     | 18,93         | 31            | 7 165 160     | 25,99         | 5             |  |
|                | Alleanza Verdi e Sinistra                               | 972 780       | 3,53          | 3             | 7 165 160     | 25,99         | 5             |  |
|                | +Europa                                                 | 810 441       | 2,94          | –             | 7 165 160     | 25,99         | 5             |  |
|                | Impegno Civico – Centro Democratico                     | 161 776       | 0,59          | –             | 7 165 160     | 25,99         | 5             |  |
|                | Movimento 5 Stelle                                      | 4 290 194     | 15,56         | 23            | 4 290 194     | 15,56         | 5             |  |
|                | Azione - Italia Viva                                    | 2 131 023     | 7,73          | 9             | 2 131 023     | 7,73          | –             |  |
|                | Italexit                                                | 515 657       | 1,87          | –             | 515 657       | 1,87          | –             |  |
|                | Unione Popolare                                         | 374 247       | 1,36          | –             | 374 247       | 1,36          | –             |  |
|                | Italia Sovrana e Popolare                               | 309 391       | 1,12          | –             | 309 391       | 1,12          | –             |  |
|                | Sud chiama Nord                                         | 272 462       | 0,99          | –             | 272 462       | 0,99          | 1             |  |
|                | Vita                                                    | 196 644       | 0,71          | –             | 196 644       | 0,71          | –             |  |
|                | Partito Comunista Italiano                              | 70 938        | 0,26          | –             | 70 938        | 0,26          | –             |  |
|                | Noi di Centro – Europeisti                              | 42 905        | 0,16          | –             | 42 905        | 0,16          | –             |  |
|                | Alternativa per l'Italia (PdF - Exit)                   | 40 397        | 0,15          | –             | 40 397        | 0,15          | –             |  |
|                | Partito Animalista – UCDL – 10 Volte Meglio             | 16 950        | 0,06          | –             | 16 950        | 0,06          | –             |  |
|                | Partito Comunista dei Lavoratori                        | 4 491         | 0,02          | –             | 4 491         | 0,02          | –             |  |
|                | Destre Unite                                            | 2 415         | 0,01          | –             | 2 415         | 0,01          | –             |  |
|                | Forza del Popolo                                        | 864           | 0,00          | –             | 864           | 0,00          | –             |  |
| Totale         | Totale                                                  | 27 569 675    | 100           | 122           | 27 569 675    | 100           | 67            |  |
|                |                                                         |               |               |               |               |               |               |  |
| Schede bianche | Schede bianche                                          | 497 673       | 1,72          |               |               |               |               |  |
| Schede nulle   | Schede nulle                                            | 783 492       | 2,72          |               |               |               |               |  |
| Votanti        | Votanti                                                 | 28 850 840    | 63,81         |               |               |               |               |  |
| Elettori       | Elettori                                                | 45 210 950    |               |               |               |               |               |  |

NOTA: La sezione sottostante i voti validi (quelli validati ad un partito) comprende, nella voce "Schede nulle", anche le "Schede contestate - rigettate" (3 148).

#### Valle d'Aosta
|                | Forza Italia – Fratelli d'Italia – Noi Moderati – Lega per Salvini Premier | 18 509 | 34,05 | 1 |  |  |
|                | Vallée d'Aoste                                                             | 18 282 | 33,63 | – |  |  |
|                | Pour l'Autonomie                                                           | 7 272  | 13,38 | – |  |  |
|                | Valle d'Aosta Aperta                                                       | 5 448  | 10,02 | – |  |  |
|                | Italia Sovrana e Popolare                                                  | 1 569  | 2,89  | – |  |  |
|                | Unione Popolare                                                            | 1 311  | 2,41  | – |  |  |
|                | Partito Comunista Italiano                                                 | 1 051  | 1,93  | – |  |  |
|                | Vita                                                                       | 917    | 1,69  | – |  |  |
| Totale         | Totale                                                                     | 54 359 | 100   | 1 |  |  |
|                |                                                                            |        |       |   |  |  |
| Schede bianche | Schede bianche                                                             | 1 840  | 3,09  |   |  |  |
| Schede nulle   | Schede nulle                                                               | 3 291  | 5,53  |   |  |  |
| Votanti        | Votanti                                                                    | 59 490 | 60,59 |   |  |  |
| Elettori       | Elettori                                                                   | 98 187 |       |   |  |  |

NOTA: La sezione sottostante i voti validi (quelli validati ad un partito) comprende, nella voce "Schede nulle", anche le "Schede contestate - rigettate" (1).

#### Trentino-Alto Adige
- Dati risultanti da sommatoria, sulla base dei collegi uninominali componenti la circoscrizione.

|                | Lega per Salvini Premier – Fratelli d'Italia – Forza Italia – Noi Moderati        | 137 015 | 27,24 | 2 |  |  |
|                | Südtiroler Volkspartei – Partito Autonomista Trentino Tirolese                    | 116 003 | 23,06 | 2 |  |  |
|                | Alleanza Democratica per l'Autonomia (PD-IDP - AVS - +Europa - Az-IV - Campobase) | 100 602 | 20,00 | 1 |  |  |
|                | Movimento 5 Stelle                                                                | 28 355  | 5,64  | – |  |  |
|                | Democrazia Ambiente Futuro (PD-IDP - AVS - +Europa)                               | 21 894  | 4,35  | 1 |  |  |
|                | Vita                                                                              | 17 876  | 3,55  | – |  |  |
|                | Alleanza Verdi e Sinistra                                                         | 17 574  | 3,49  | – |  |  |
|                | Italia Sovrana e Popolare                                                         | 15 252  | 3,03  | – |  |  |
|                | Die Freiheitlichen                                                                | 14 479  | 2,88  | – |  |  |
|                | Team K                                                                            | 11 157  | 2,22  | – |  |  |
|                | Partito Democratico - Italia Democratica e Progressista                           | 9 612   | 1,91  | – |  |  |
|                | Azione - Italia Viva                                                              | 6 782   | 1,35  | – |  |  |
|                | Unione Popolare                                                                   | 6 353   | 1,26  | – |  |  |
| Totale         | Totale                                                                            | 502 954 | 100   | 6 |  |  |
|                |                                                                                   |         |       |   |  |  |
| Schede bianche | Schede bianche                                                                    | 18 867  | 3,52  |   |  |  |
| Schede nulle   | Schede nulle                                                                      | 13 758  | 2,57  |   |  |  |
| Votanti        | Votanti                                                                           | 535 579 | 66,04 |   |  |  |
| Elettori       | Elettori                                                                          | 811 006 |       |   |  |  |

NOTA: La sezione sottostante i voti validi (quelli validati ad un partito) comprende, nella voce "Schede nulle", anche le "Schede contestate - rigettate" (131).
- In seguito sono riportati i dati elettorali (elettori - votanti - sc. bianche - sc. nulle - sc. contestate) per ciascun collegio costitutivo:

| Collegi                            | Elettori | Votanti | Schede bianche | Schede nulle | Schede contest. - riget. |
| ---------------------------------- | -------- | ------- | -------------- | ------------ | ------------------------ |
| Uninominale U1 - Trento            | 178 714  | 125 101 | 5 051          | 3 464        | 41                       |
| Uninominale U2 - Rovereto          | 140 721  | 98 310  | 4 026          | 2 885        | 74                       |
| Uninominale U3 - Pergine Valsugana | 97 719   | 67 036  | 2 539          | 2 355        | -                        |
| Uninominale U4 - Bolzano/Bozen     | 131 556  | 87 873  | 1 950          | 2 123        | 16                       |
| Uninominale U5 - Merano/Meran      | 117 567  | 68 189  | 2 328          | 1 335        | -                        |
| Uninominale U6 - Bressanone/Brixen | 144 729  | 89 070  | 2 973          | 1 465        | -                        |

#### Estero
- Dati risultanti da sommatoria, sulla base dei collegi componenti la mega-circoscrizione "Estero".

|                | Partito Democratico - Italia Democratica e Progressista     | 370 549   | 33,99 | 3 |  |  |
|                | Lega per Salvini Premier – Forza Italia – Fratelli d'Italia | 295 467   | 27,10 | – |  |  |
|                | Movimento Associativo Italiani all'Estero                   | 138 337   | 12,69 | 1 |  |  |
|                | Movimento 5 Stelle                                          | 101 925   | 9,35  | – |  |  |
|                | Azione - Italia Viva                                        | 76 152    | 6,99  | – |  |  |
|                | Unione Sudamericana Emigrati Italiani                       | 55 523    | 5,09  | – |  |  |
|                | Movimento delle Libertà                                     | 23 384    | 2,15  | – |  |  |
|                | Impegno Civico – Centro Democratico                         | 14 610    | 1,34  | – |  |  |
|                | L'Italia del Meridione                                      | 14 200    | 1,30  | – |  |  |
| Totale         | Totale                                                      | 1 090 147 | 100   | 4 |  |  |
|                |                                                             |           |       |   |  |  |
| Schede bianche | Schede bianche                                              | 23 412    | 1,90  |   |  |  |
| Schede nulle   | Schede nulle                                                | 120 269   | 9,75  |   |  |  |
| Votanti        | Votanti                                                     | 1 233 828 | 26,01 |   |  |  |
| Elettori       | Elettori                                                    | 4 743 980 |       |   |  |  |

NOTA: La sezione sottostante i voti validi (quelli validati ad un partito) comprende, nella voce "Schede nulle", anche le "Schede contestate - rigettate".
- In seguito sono riportati i dati elettorali (elettori - votanti - sc. bianche - sc. nulle) per ciascun collegio costitutivo:

| Collegi                           | Elettori  | Votanti | Schede bianche | Schede nulle |
| --------------------------------- | --------- | ------- | -------------- | ------------ |
| Europa                            | 2 571 013 | 636 939 | 13 030         | 59 214       |
| America Meridionale               | 1 515 264 | 454 164 | 8 063          | 41 290       |
| America Settentrionale e Centrale | 411 997   | 86 423  | 1 254          | 10 920       |
| Africa, Asia, Oceania, Antartide  | 245 706   | 56 302  | 1 065          | 8 845        |

## Riepilogo dei seggi
| Lista                                | Lista                                                   | Camera dei deputati | Camera dei deputati | Camera dei deputati | Camera dei deputati | Camera dei deputati | Senato della Repubblica | Senato della Repubblica | Senato della Repubblica | Senato della Repubblica | Senato della Repubblica |
| Lista                                | Lista                                                   | Prop.               | Magg.               | VdA                 | Estero              | Totale              | Prop.                   | Magg.                   | VdA/TAA                 | Estero                  | Totale                  |
| ------------------------------------ | ------------------------------------------------------- | ------------------- | ------------------- | ------------------- | ------------------- | ------------------- | ----------------------- | ----------------------- | ----------------------- | ----------------------- | ----------------------- |
|                                      | Fratelli d'Italia                                       | 69                  | 49                  | -                   | 1                   | 119                 | 34                      | 32                      | -                       | -                       | 66                      |
|                                      | Lega per Salvini Premier                                | 23                  | 42                  | -                   | 1                   | 66                  | 13                      | 14                      | 2                       | -                       | 29                      |
|                                      | Forza Italia                                            | 22                  | 23                  | -                   | -                   | 45                  | 9                       | 9                       | -                       | -                       | 18                      |
|                                      | Noi Moderati                                            | -                   | 7                   | -                   | -                   | 7                   | -                       | 1                       | 1                       | -                       | 2                       |
| Totale coalizione di centro-destra   | Totale coalizione di centro-destra                      | 114                 | 121                 | -                   | 2                   | 237                 | 56                      | 56                      | 3                       | -                       | 115                     |
|                                      |                                                         |                     |                     |                     |                     |                     |                         |                         |                         |                         |                         |
|                                      | Partito Democratico - Italia Democratica e Progressista | 57                  | 8                   | -                   | 4                   | 69                  | 31                      | 4                       | 2                       | 3                       | 40                      |
|                                      | Alleanza Verdi e Sinistra                               | 11                  | 1                   | -                   | -                   | 12                  | 3                       | 1                       | -                       | -                       | 4                       |
|                                      | +Europa                                                 | -                   | 2                   | -                   | -                   | 2                   | -                       | -                       | -                       | -                       | -                       |
|                                      | Impegno Civico – Centro Democratico                     | -                   | 1                   | -                   | -                   | 1                   | -                       | -                       | -                       | -                       | -                       |
|                                      | Union Valdôtaine                                        | -                   | -                   | 1                   | -                   | 1                   | -                       | -                       | -                       | -                       | -                       |
| Totale coalizione di centro-sinistra | Totale coalizione di centro-sinistra                    | 68                  | 12                  | 1                   | 4                   | 85                  | 34                      | 5                       | 2                       | 3                       | 44                      |
|                                      |                                                         |                     |                     |                     |                     |                     |                         |                         |                         |                         |                         |
|                                      | Movimento 5 Stelle                                      | 41                  | 10                  | -                   | 1                   | 52                  | 23                      | 5                       | -                       | -                       | 28                      |
|                                      | Azione - Italia Viva                                    | 21                  | -                   | -                   | -                   | 21                  | 9                       | -                       | -                       | -                       | 9                       |
|                                      | SVP – PATT                                              | 1                   | 2                   | -                   | -                   | 3                   | -                       | -                       | 2                       | -                       | 2                       |
|                                      | Sud chiama Nord                                         | -                   | 1                   | -                   | -                   | 1                   | -                       | 1                       | -                       | -                       | 1                       |
|                                      | Movimento Associativo Italiani all'Estero               | -                   | -                   | -                   | 1                   | 1                   | -                       | -                       | -                       | 1                       | 1                       |
| Totale                               | Totale                                                  | 245                 | 146                 | 1                   | 8                   | 400                 | 122                     | 67                      | 7                       | 4                       | 200                     |

Per lista:
|                                                         |                                                         |  |         |         |
| ------------------------------------------------------- | ------------------------------------------------------- |  | ------- | ------- |
| Fratelli d'Italia                                       | Fratelli d'Italia                                       |  | 119/400 | 119/400 |
| Partito Democratico - Italia Democratica e Progressista | Partito Democratico - Italia Democratica e Progressista |  | 69/400  | 69/400  |
| Lega per Salvini Premier                                | Lega per Salvini Premier                                |  | 66/400  | 66/400  |
| Movimento 5 Stelle                                      | Movimento 5 Stelle                                      |  | 52/400  | 52/400  |
| Forza Italia                                            | Forza Italia                                            |  | 45/400  | 45/400  |
| Azione - Italia Viva                                    | Azione - Italia Viva                                    |  | 21/400  | 21/400  |
| Alleanza Verdi e Sinistra                               | Alleanza Verdi e Sinistra                               |  | 12/400  | 12/400  |
| Noi moderati                                            | Noi moderati                                            |  | 7/400   | 7/400   |
| Südtiroler Volkspartei                                  | Südtiroler Volkspartei                                  |  | 3/400   | 3/400   |
| +Europa                                                 | +Europa                                                 |  | 2/400   | 2/400   |
| Impegno Civico - Centro Democratico                     | Impegno Civico - Centro Democratico                     |  | 1/400   | 1/400   |
| Sud chiama Nord                                         | Sud chiama Nord                                         |  | 1/400   | 1/400   |
| Union Valdôtaine                                        | Union Valdôtaine                                        |  | 1/400   | 1/400   |
| Movimento Associativo Italiani all'Estero               | Movimento Associativo Italiani all'Estero               |  | 1/400   | 1/400   |
|                                                         |                                                         |  |         |         |

|                                                         |                                                         |  |        |        |
| ------------------------------------------------------- | ------------------------------------------------------- |  | ------ | ------ |
| Fratelli d'Italia                                       | Fratelli d'Italia                                       |  | 65/206 | 65/206 |
| Partito Democratico - Italia Democratica e Progressista | Partito Democratico - Italia Democratica e Progressista |  | 40/206 | 40/206 |
| Lega per Salvini Premier                                | Lega per Salvini Premier                                |  | 30/206 | 30/206 |
| Movimento 5 Stelle                                      | Movimento 5 Stelle                                      |  | 28/206 | 28/206 |
| Forza Italia                                            | Forza Italia                                            |  | 18/206 | 18/206 |
| Azione - Italia Viva                                    | Azione - Italia Viva                                    |  | 9/206  | 9/206  |
| Alleanza Verdi e Sinistra                               | Alleanza Verdi e Sinistra                               |  | 4/206  | 4/206  |
| Noi moderati                                            | Noi moderati                                            |  | 2/206  | 2/206  |
| Südtiroler Volkspartei                                  | Südtiroler Volkspartei                                  |  | 2/206  | 2/206  |
| Sud chiama Nord                                         | Sud chiama Nord                                         |  | 1/206  | 1/206  |
| Movimento Associativo Italiani all'Estero               | Movimento Associativo Italiani all'Estero               |  | 1/206  | 1/206  |
| Senatori a vita                                         | Senatori a vita                                         |  | 6/206  | 6/206  |
|                                                         |                                                         |  |        |        |

Per coalizione:
|                        |                        |  |         |         |
| ---------------------- | ---------------------- |  | ------- | ------- |
| Centro-destra          | Centro-destra          |  | 237/400 | 237/400 |
| Centro-sinistra        | Centro-sinistra        |  | 85/400  | 85/400  |
| Movimento 5 Stelle     | Movimento 5 Stelle     |  | 52/400  | 52/400  |
| Azione - Italia Viva   | Azione - Italia Viva   |  | 21/400  | 21/400  |
| Südtiroler Volkspartei | Südtiroler Volkspartei |  | 3/400   | 3/400   |
| Sud chiama Nord        | Sud chiama Nord        |  | 1/400   | 1/400   |
| MAIE                   | MAIE                   |  | 1/400   | 1/400   |
|                        |                        |  |         |         |

|                        |                        |  |         |         |
| ---------------------- | ---------------------- |  | ------- | ------- |
| Centro-destra          | Centro-destra          |  | 115/206 | 115/206 |
| Centro-sinistra        | Centro-sinistra        |  | 44/206  | 44/206  |
| Movimento 5 Stelle     | Movimento 5 Stelle     |  | 28/206  | 28/206  |
| Azione - Italia Viva   | Azione - Italia Viva   |  | 9/206   | 9/206   |
| Südtiroler Volkspartei | Südtiroler Volkspartei |  | 2/206   | 2/206   |
| Sud chiama Nord        | Sud chiama Nord        |  | 1/206   | 1/206   |
| MAIE                   | MAIE                   |  | 1/206   | 1/206   |
| Senatori a vita        | Senatori a vita        |  | 6/206   | 6/206   |
|                        |                        |  |         |         |

## Distribuzione territoriale del voto
- Dati in percentuale dei voti validi.

### Camera dei deputati
La coalizione di centro-destra ha ottenuto la maggioranza relativa dei voti in tutte le circoscrizioni italiane, tranne nella circoscrizione Campania 1, dove prevalso il Movimento 5 Stelle.
| Circoscrizione        | Centro-destra | Centro-destra | Centro-destra | Centro-destra | Centro-destra | Centro-sinistra | Centro-sinistra | Centro-sinistra | Centro-sinistra | Centro-sinistra | M5S   | Az-IV | Altri |
| Circoscrizione        | FdI           | LSP           | FI            | NM            | Totale        | PD-IDP          | AVS             | +Europa         | IC-CD           | Totale          | M5S   | Az-IV | Altri |
| --------------------- | ------------- | ------------- | ------------- | ------------- | ------------- | --------------- | --------------- | --------------- | --------------- | --------------- | ----- | ----- | ----- |
| Piemonte 1            | 23,83         | 8,52          | 6,81          | 0,69          | 39,84         | 21,96           | 5,00            | 4,59            | 0,49            | 32,04           | 12,48 | 9,05  | 6,59  |
| Piemonte 2            | 30,40         | 12,98         | 9,04          | 0,66          | 53,07         | 17,60           | 3,08            | 3,57            | 0,52            | 24,77           | 8,11  | 8,65  | 5,39  |
| Lombardia 1           | 24,95         | 9,96          | 7,35          | 1,05          | 43,31         | 21,74           | 4,65            | 4,26            | 0,47            | 31,12           | 8,89  | 11,76 | 4,91  |
| Lombardia 2           | 30,19         | 15,70         | 8,27          | 1,09          | 55,25         | 15,89           | 3,41            | 3,46            | 0,38            | 23,14           | 6,60  | 9,98  | 5,03  |
| Lombardia 3           | 31,45         | 16,22         | 7,97          | 0,73          | 56,37         | 16,62           | 3,37            | 3,06            | 0,33            | 23,38           | 5,79  | 9,69  | 4,77  |
| Lombardia 4           | 30,69         | 13,81         | 8,48          | 0,84          | 53,81         | 19,20           | 2,88            | 2,74            | 0,44            | 25,27           | 7,61  | 8,06  | 5,26  |
| Veneto 1              | 32,03         | 14,43         | 6,27          | 2,49          | 55,22         | 16,80           | 3,55            | 3,17            | 0,35            | 23,86           | 6,03  | 8,06  | 6,83  |
| Veneto 2              | 33,14         | 14,60         | 7,41          | 1,78          | 56,93         | 15,98           | 3,17            | 3,01            | 0,33            | 22,49           | 5,70  | 8,59  | 6,29  |
| Friuli-Venezia Giulia | 31,40         | 10,95         | 6,69          | 0,83          | 49,87         | 18,43           | 3,69            | 3,26            | 0,38            | 25,75           | 7,20  | 8,72  | 8,46  |
| Liguria               | 24,11         | 9,28          | 6,56          | 2,13          | 42,08         | 22,67           | 4,34            | 3,37            | 0,50            | 30,89           | 12,73 | 7.36  | 6,94  |
| Emilia-Romagna        | 25,04         | 7,52          | 5,83          | 0,55          | 38,93         | 28,13           | 4,32            | 3,15            | 0,35            | 35,95           | 9,91  | 8,55  | 6,65  |
| Toscana               | 25,94         | 6,56          | 5,58          | 0,50          | 38,58         | 26,13           | 5,11            | 2,90            | 0,51            | 34,64           | 11,14 | 9,40  | 6,24  |
| Umbria                | 30,82         | 7,75          | 6,84          | 0,41          | 45,82         | 20,90           | 3,56            | 2,06            | 0,37            | 26,89           | 12,66 | 8,17  | 6,45  |
| Marche                | 29,14         | 7,93          | 6,78          | 0,78          | 44,63         | 20,37           | 3,33            | 2,51            | 0,48            | 26,69           | 13,58 | 7,40  | 7,69  |
| Lazio 1               | 29,73         | 5,23          | 5,08          | 0,56          | 40,61         | 21,51           | 4,33            | 3,43            | 0,58            | 29,86           | 14,76 | 9,40  | 5,39  |
| Lazio 2               | 33,68         | 8,91          | 10,15         | 0,49          | 53,22         | 14,91           | 2,81            | 2,02            | 0,57            | 20,32           | 15,47 | 6,22  | 4,77  |
| Abruzzo               | 27,67         | 8,27          | 11,11         | 0,67          | 47,72         | 16,61           | 2,68            | 1,98            | 0,67            | 21,95           | 18,43 | 6,28  | 5,62  |
| Molise                | 21,52         | 8,35          | 11,43         | 1,61          | 42,90         | 18,13           | 2,92            | 1,59            | 0,70            | 23,35           | 24,18 | 4,83  | 4,74  |
| Campania 1            | 13,83         | 2,88          | 9,54          | 0,61          | 26,86         | 14,40           | 3,05            | 2,09            | 2,16            | 21,69           | 41,35 | 5,37  | 4,73  |
| Campania 2            | 21,43         | 5,97          | 9,96          | 0,44          | 37,80         | 17,12           | 2,39            | 1,94            | 1,20            | 22,65           | 27,59 | 5,06  | 6,91  |
| Puglia                | 23,45         | 5,44          | 11,47         | 0,71          | 41,06         | 16,71           | 3,15            | 1,93            | 0,72            | 22,50           | 27,93 | 4,82  | 3,70  |
| Basilicata            | 18,17         | 8,96          | 9,36          | 1,81          | 38,31         | 15,21           | 3,43            | 2,09            | 0,87            | 21,59           | 25,00 | 9,76  | 5,33  |
| Calabria              | 18,98         | 5,72          | 15,64         | 1,02          | 41,36         | 14,40           | 1,74            | 1,10            | 0,90            | 18,15           | 29,36 | 4,15  | 6,98  |
| Sicilia 1             | 17,93         | 4,73          | 11,48         | 0,94          | 35,08         | 12,25           | 2,12            | 1,79            | 0,77            | 16,93           | 30,76 | 5,66  | 11,57 |
| Sicilia 2             | 20,19         | 5,34          | 10,89         | 0,67          | 37,08         | 11,57           | 2,06            | 1,61            | 0,77            | 16,01           | 26,01 | 4,64  | 16,26 |
| Sardegna              | 23,60         | 6,25          | 8,58          | 2,09          | 40,53         | 18,74           | 5,08            | 2,28            | 0,87            | 26,96           | 21,80 | 4,61  | 6,10  |
| Trentino-Alto Adige   | 18,82         | 8,55          | 3,35          | 0,48          | 31,19         | 17,11           | 5,82            | 2,92            | 0,45            | 26,30           | 5,02  | 6,07  | 31,42 |
| Italia (eccetto VdA)  | 25,98         | 8,79          | 8,11          | 0,90          | 43,79         | 19,04           | 3,64            | 2,83            | 0,62            | 26,12           | 15,43 | 7,78  | 6,87  |

### Senato della Repubblica
La coalizione di centro-destra ha ottenuto la maggioranza relativa dei voti in tutte le circoscrizioni italiane, tranne in Campania, dove ha prevalso il Movimento 5 Stelle.
| Circoscrizione             | Centro-destra | Centro-destra | Centro-destra | Centro-destra | Centro-destra | Centro-sinistra | Centro-sinistra | Centro-sinistra | Centro-sinistra | Centro-sinistra | M5S   | Az-IV | Altri |
| Circoscrizione             | FdI           | LSP           | FI            | NM            | Totale        | PD-IDP          | AVS             | +Europa         | IC-CD           | Totale          | M5S   | Az-IV | Altri |
| -------------------------- | ------------- | ------------- | ------------- | ------------- | ------------- | --------------- | --------------- | --------------- | --------------- | --------------- | ----- | ----- | ----- |
| Piemonte                   | 26,90         | 10,81         | 7,81          | 0,62          | 46,14         | 19,92           | 3,91            | 4,23            | 0,53            | 28,60           | 10,30 | 8,67  | 6,29  |
| Lombardia                  | 27,52         | 13,92         | 7,95          | 1,01          | 50,40         | 19,19           | 3,82            | 3,75            | 0,39            | 27,14           | 7,32  | 10,14 | 5,00  |
| Veneto                     | 32,60         | 14,59         | 6,91          | 2,07          | 56,17         | 16,16           | 3,48            | 3,23            | 0,31            | 23,18           | 5,80  | 8,36  | 6,48  |
| Friuli-Venezia Giulia      | 32,29         | 10,89         | 6,37          | 0,79          | 50,34         | 18,46           | 3,76            | 3,39            | 0,38            | 25,98           | 7,39  | 8,22  | 8,07  |
| Liguria                    | 24,37         | 8,76          | 6,63          | 2,56          | 42,32         | 22,18           | 4,16            | 3,37            | 0,56            | 30,28           | 12,92 | 7,28  | 7,20  |
| Emilia-Romagna             | 24,97         | 7,75          | 5,65          | 0,54          | 38,90         | 27,72           | 4,52            | 3,30            | 0,32            | 35,85           | 10,00 | 8,48  | 6,77  |
| Toscana                    | 25,89         | 6,41          | 5,74          | 0,49          | 38,53         | 25,85           | 4,72            | 2,90            | 0,39            | 33,84           | 11,30 | 9,32  | 7,01  |
| Umbria                     | 30,12         | 7,91          | 7,28          | 0,46          | 45,78         | 21,42           | 3,49            | 2,10            | 0,55            | 27,56           | 12,66 | 8,05  | 5,95  |
| Marche                     | 29,49         | 7,99          | 6,54          | 0,79          | 44,80         | 19,94           | 3,26            | 2,67            | 0,47            | 26,34           | 13,79 | 7,42  | 7,65  |
| Lazio                      | 31,45         | 6,87          | 6,11          | 0,41          | 44,84         | 18,38           | 3,88            | 3,32            | 0,54            | 26,12           | 14,81 | 8,53  | 5,70  |
| Abruzzo                    | 27,22         | 8,28          | 12,11         | 0,69          | 48,31         | 16,08           | 2,70            | 1,96            | 0,62            | 21,37           | 18,72 | 6,08  | 5,52  |
| Molise                     | 22,35         | 6,52          | 12,70         | 1,31          | 42,88         | 18,36           | 2,90            | 1,55            | 0,72            | 23,53           | 24,49 | 4,65  | 4,42  |
| Campania                   | 18,09         | 3,95          | 10,64         | 0,57          | 33,24         | 15,89           | 2,70            | 2,16            | 1,51            | 22,26           | 34,68 | 5,27  | 5,57  |
| Puglia                     | 24,47         | 5,26          | 10,97         | 0,71          | 41,41         | 15,99           | 2,77            | 1,77            | 0,73            | 21,26           | 28,28 | 4,83  | 4,22  |
| Basilicata                 | 19,25         | 7,14          | 9,01          | 0,69          | 36,10         | 16,18           | 2,77            | 2,00            | 0,82            | 21,78           | 24,39 | 12,27 | 5,47  |
| Calabria                   | 18,94         | 5,65          | 16,25         | 0,83          | 41,66         | 14,71           | 1,49            | 1,10            | 0,65            | 17,96           | 29,48 | 3,97  | 6,91  |
| Sicilia                    | 18,33         | 5,07          | 10,72         | 0,90          | 35,02         | 11,84           | 2,02            | 1,62            | 0,65            | 16,13           | 27,22 | 4,52  | 17,10 |
| Sardegna                   | 22,67         | 6,88          | 9,34          | 1,55          | 40,44         | 19,93           | 4,26            | 2,23            | 0,72            | 27,14           | 21,96 | 4,42  | 6,04  |
| Italia (eccetto VdA e TAA) | 26,00         | 8,84          | 8,27          | 0,80          | 44,02         | 18,93           | 3,53            | 2,94            | 0,59            | 25,99           | 15,56 | 7,73  | 6,71  |

### Analisi
Secondo un'analisi di Quorum/Youtrend, è apparso che il partito più votato:
- Dagli elettori sotto i 24 anni, è stato il MoVimento 5 Stelle, seguito da Partito Democratico, Fratelli d'Italia, Azione - Italia Viva, Alleanza Verdi e Sinistra, Lega e Forza Italia;

- Dagli elettori sopra i 65 anni, è stato il Partito Democratico, seguito da Fratelli d'Italia, Lega, MoVimento 5 Stelle, Azione/Italia Viva, Forza Italia e Verdi/Sinistra;

- Dagli elettori con almeno la terza media, è stato Fratelli d'Italia, seguito da Partito Democratico, MoVimento 5 Stelle, Lega, Forza Italia, Azione/Italia Viva e Verdi/Sinistra;

- Dagli elettori laureati, è stato Fratelli d'Italia, seguito da Partito Democratico, MoVimento 5 Stelle, Azione/Italia Viva, Lega, Verdi/Sinistra e Forza Italia.

- Dagli elettori disoccupati, infine, è stato il MoVimento 5 Stelle, mentre dagli elettori attualmente lavoratori, è stato Fratelli d'Italia.[148]

### Mappe

#### Risultati delle coalizioni

Candidati uninominali centro-destra
Candidati uninominali centro-sinistra
Candidati uninominali MoVimento 5 Stelle
Candidati uninominali Azione-Italia Viva

#### Risultati delle liste

Fratelli d'Italia
Partito Democratico
MoVimento 5 Stelle
Lega
Forza Italia
Azione-Italia Viva
Alleanza Verdi-Sinistra
+Europa
Lista maggioritaria nei Paesi della circoscrizione Estero

#### Affluenza

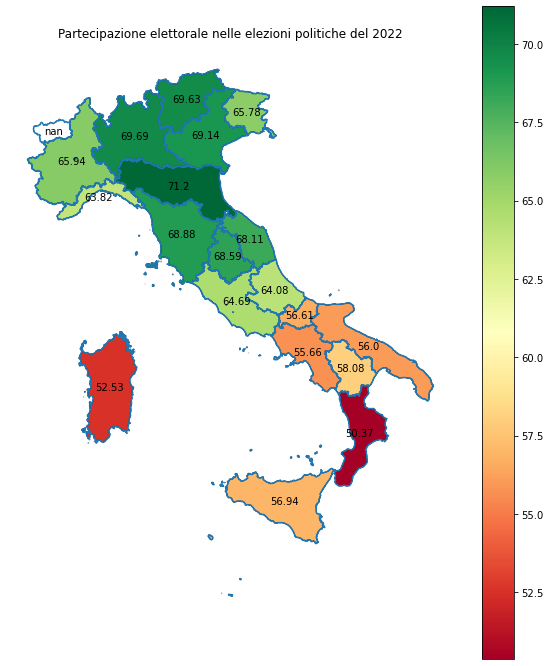
Partecipazione elettorale(Fonte: IlSole24ORE)

### Esplicative
1. ↑  Dato relativo alla sola area Italia per la Camera dei deputati; la percentuale non comprende dunque la circoscrizione elettorale Estero.
2. 1 2 3 4 5 6  Dato relativo alla sola area Italia per la Camera dei deputati, il dato non comprende dunque le circoscrizioni elettorali Valle d'Aosta ed Estero.
3. 1 2  Rispetto alla somma dei voti ottenuti dal Centro-sinistra e da Liberi e Uguali alle precedenti elezioni
4. 1 2 3 4 5 6  Dato relativo alla sola area Italia per il Senato, il dato non comprende dunque le circoscrizioni elettorali Valle d'Aosta, Trentino-Alto Adige ed Estero.
5. 1 2 3 4 5 6  Presente con un proprio gruppo parlamentare autonomo sia alla Camera sia al Senato.
6. ↑  Comprende anche Partito Sardo d'Azione,[29] Associazione Fassa[30] e Destra Liberale Italiana.[31]
7. ↑  Comprende anche Nuovo PSI,[32] Movimento Animalista[33] e Sud in Testa.[34]
8. ↑  Comprende Partito Valore Umano.
9. ↑  Comprende anche Verde è Popolare[35][N 8] e #DiventeràBellissima.[36]
10. ↑  Nome completo: Noi moderati/Lupi - Toti - Brugnaro - Udc
11. ↑  Presente alla Camera con una componente politica all'interno del gruppo misto.
12. ↑  Comprende anche Autonomia Responsabile, Cantiere Popolare, Liguria Popolare, Rinascimento, Sardegna 20Venti e Italia dei Valori[37].
13. 1 2 3 4 5 6  Presente sia alla Camera sia al Senato con almeno una componente politica all'interno del gruppo misto.
14. ↑  Comprende Cambiamo!, Identità e Azione e Partito degli Europei e Liberali
15. ↑  Presente al Senato nel gruppo autonomo Forza Italia Berlusconi Presidente-UDC.
16. ↑  Presenti candidati di Noi con l'Italia[N 11][N 12], Italia al Centro[N 13][N 14], Coraggio Italia[N 13] e Unione di Centro.[N 15]
17. ↑  Presenti candidati di Partito Democratico, Articolo Uno, PSI, Centristi per l'Europa, Democrazia Solidale, Movimento Repubblicani Europei, Volt Italia, Base Italia, Green Italia, ÈViva, Italia in Comune,[38] Emilia-Romagna Coraggiosa,[39] Per la Puglia e Con Emiliano.[40]
18. ↑  Presenti candidati di Insieme per il Futuro, Centro Democratico e PSDI,[41] e Ambiente 2050.[42]
19. ↑  Presenti candidati di Europa Verde, Sinistra Italiana, Possibile, Verdi del Sudtirolo/Alto Adige e Partito Progressista.
20. ↑  Presenti candidati di Team K[43] e dei Liberali Laici Repubblicani[44]
21. ↑  Presenti candidati del Partito Gay[45] e del Movimento 24 Agosto - Equità Territoriale[46]
22. ↑  Presenti candidati di Azione, Italia Viva, Insieme,[47] Buona Destra,[48] Partito Repubblicano Italiano,[49] I Socialdemocratici,[50] Alleanza Liberaldemocratica per l'Italia,[51] Democrazia Cristiana[52] e Puglia Popolare.[53]
23. ↑  Presenti candidati di ManifestA, Potere al Popolo!, Rifondazione Comunista, Democrazia e Autonomia, Partito del Sud e Risorgimento Socialista.
24. ↑  Non presente solo per il Senato in Campania.
25. 1 2  Presente al Senato nel gruppo autonomo Uniti per la Costituzione-C.A.L. (Costituzione, Ambiente, Lavoro).
26. ↑  Presenti candidati di Riconquistare l'Italia, Ancora Italia,[N 25] Partito Comunista,[N 25] Azione Civile, Italia Unita e Patria Socialista.[54]
27. ↑  Non presente solo in Molise per la Camera.
28. ↑  Presenti candidati di CasaPound[55][56] e Vox Italia.
29. ↑  Per la Camera non presente in Lazio 2, Molise, Campania 1, Campania 2 P01, Sicilia 1 e Sicilia 2 P03; per il Senato non presente in Molise, Campania e Basilicata.
30. ↑  Presenti candidati di R2020, Movimento 3V, No Paura Day, Sentinelle della Costituzione - Io sto con l'Avvocato Polacco, Il Popolo Italiano, Popolo delle mamme, Alleanza Italiana Stop 5G, ENZIAN-Südtirol.
31. ↑  Per la Camera solo in Lombardia, Friuli Venezia Giulia, Liguria, Emilia-Romagna, Umbria, Molise, Campania e Basilicata; per il Senato solo in Piemonte, Lombardia, Friuli Venezia Giulia, Liguria, Emilia-Romagna, Molise, Campania, Basilicata e Calabria.
32. ↑  Presente al Senato con una componente politica all'interno del gruppo misto.
33. ↑  Presenti candidati di NOI-Nuovi Orizzonti per l'Italia, Democrazia Cristiana[57] e Movimento Politico Libertas[58]
34. ↑  Per la Camera solo in Lombardia 4, Veneto 1 P01, Friuli Venezia Giulia, Marche, Lazio 1 P01 e P03, Abruzzo e Calabria; per il Senato non presente in Lombardia, Liguria, Toscana, Umbria, Molise, Campania, Basilicata, Sicilia 1 e Sardegna.
35. ↑  Presenti candidati di Più Italia.[59][60]
36. ↑  Per la Camera solo in Umbria, Marche, Campania 2 P01, Basilicata e Calabria; per il Senato solo in Toscana, Umbria, Marche, Lazio, Puglia, Basilicata e Calabria.
37. ↑  Per la Camera solo in Emilia-Romagna 1 e 3, Abruzzo, Calabria, Sicilia 1 e Sicilia 2 P01 e P02.
38. ↑  Per Camera e Senato solo in Emilia-Romagna e Calabria e per la Camera anche in Campania 2.
39. ↑  Presente per Camera e Senato solo in Calabria.
40. ↑  Per Camera e Senato solo in Trentino-Alto Adige.
41. ↑  Presenti anche candidati di Progetto Trentino.
42. ↑  Per la Camera solo in Lombardia 4.
43. ↑  Per la Camera solo in Lazio 1 P01 e P02.
44. ↑  Solo in Emilia-Romagna per il Senato.
45. ↑  Presenti anche candidati di Italia Reale.
46. ↑  Solo per il Senato in Liguria.
47. ↑  Presente per il Senato solo in Trentino-Alto Adige nei collegi 4, 5 e 6.
48. ↑  Solo per Camera e Senato in Valle d'Aosta e per il Senato in Trentino-Alto Adige.
49. ↑  Presente per il Senato solo in Trentino-Alto Adige nei collegi 1, 2 e 3.
50. ↑  Presente per il Senato solo in Trentino-Alto Adige nel collegio 4.
51. ↑  Per Camera e Senato solo in Valle d'Aosta.
52. ↑  Per Camera e Senato solo in Valle d'Aosta.
53. ↑  Solo per la Camera in Valle d'Aosta.
54. ↑  Presente per il Senato solo in Trentino-Alto Adige nei collegi 5 e 6.
55. ↑  Solo per il Senato in Valle d'Aosta.
56. ↑  Presenti candidati di Partito Democratico, Articolo Uno, PSI, Centristi per l'Europa, Democrazia Solidale, Movimento Repubblicani Europei, Volt Italia, Base Italia, Green Italia, ÈViva, Emilia-Romagna Coraggiosa,[39] per la Puglia e Con Emiliano,[40]
57. ↑  Rilevato come "altri di centrodestra"
58. ↑  Somma di un 22,8% rilevato per il PD e un 1,4% rilevato per Art.1.
59. ↑  Include tutte le liste stimate al di sotto del 3%.
60. ↑  Somma di un 22,5% rilevato per il PD e un 1,6% rilevato per Art.1.
61. ↑  Somma di un 23,2% rilevato per il PD e un 2,2% rilevato per Art.1.
62. ↑  Somma di un 2,0% rilevato per NcI e un 1,5% rilevato per IaC.
63. ↑  Somma di un 23,2% rilevato per il PD e un 1,5% rilevato per Art.1.
64. ↑  Somma di un 2,5% rilevato per i Verdi e un 2,0% rilevato per SI.
65. ↑  Somma di un 22,5% rilevato per il PD e un 2,0% rilevato per Art.1.
66. 1 2 3 4  Le percentuali qui riportate si riferiscono alle intenzioni di voto nell'ambito del sistema proporzionale alla Camera
67. ↑  Somma di un 22,1% rilevato per il PD e un 2,5% rilevato per Art.1.
68. 1 2  Somma di un 0,9% rilevato per CI-IaC e un 0,7% rilevato per NcI.
69. 1 2 3  Le percentuali qui riportate si riferiscono alle intenzioni di voto nell'ambito del sistema proporzionale al Senato
70. ↑  Somma di un 0,8% rilevato per NcI-IaC e un 0,3% rilevato per UdC-CI.
71. ↑  Include tutte le liste stimate al di sotto del 4%.
72. ↑  Somma di un 23,6% rilevato per il PD e un 2,3% rilevato per Art.1.
73. ↑  È qui considerato anche il 0,5% rilevato per il "Vita"

### Bibliografiche
1. ↑   Il Presidente Mattarella ha firmato il decreto di scioglimento delle Camere, su quirinale.it.
2. ↑   Il centrodestra ha la maggioranza assoluta dei seggi, 235 deputati su 400 e almeno 112 senatori su 200, su agi.it.
3. ↑   Il Presidente Mattarella ha firmato i decreti di convocazione dei comizi elettorali, su quirinale.it. URL consultato il 25 luglio 2022.
4. ↑   La riduzione del numero dei parlamentari, su Dipartimento per le Riforme Istituzionali. URL consultato il 21 luglio 2022.
5. ↑   LEGGE COSTITUZIONALE 18 ottobre 2021, n. 1, su Normattiva.
6. ↑   Liste entro Ferragosto, campagna elettorale sotto l'ombrellone, partiti sotto stress. Cosa significa il voto a settembre, su la Repubblica. URL consultato il 21 luglio 2022.
7. ↑   Tabella B - Elezione della Camera dei deputati, su gazzettaufficiale.it. URL consultato il 25 luglio 2022.
8. ↑   Tabella B - Elezione del Senato della Repubblica, su gazzettaufficiale.it. URL consultato il 25 luglio 2022.
9. ↑   Eligendo Archivio - CAMERA 04/03/2018, su elezionistorico.interno.gov.it.
10. ↑   Eligendo Archivio - SENATO 04/03/2018, su elezionistorico.interno.gov.it.
11. ↑   Il Presidente Mattarella ha conferito al prof. Conte l'incarico di formare il Governo, in Presidenza della Repubblica, 31 maggio 2018. URL consultato il 31 maggio 2018.
12. ↑   Cerimonia di giuramento del Governo Conte, su quirinale.it. URL consultato il 25 luglio 2022.
13. ↑   Governo, Salvini chiede a Conte di andare in Parlamento: non c'è più una maggioranza, parola agli elettori, su Tgcom24. URL consultato l'8 agosto 2019 (archiviato dall'url originale l'8 agosto 2019).
14. ↑   Cerimonia di Giuramento del Governo Conte, su quirinale.it. URL consultato il 25 luglio 2022.
15. ↑   Renzi da Vespa lancia il suo partito: si chiamerà Italia Viva, su Il Tempo, 17 settembre 2019.
16. ↑   Governo Pd-M5S? Calenda lascia il partito: "Ne farò un altro. Con l'accordo rinunciamo ai nostri valori", su ilfattoquotidiano.it, 28 agosto 2019. URL consultato il 28 agosto 2019 (archiviato il 28 agosto 2019).
17. ↑   Renzi ritira i suoi ministri, aperta la crisi di governo, su agi.it, 13 gennaio 2021.
18. ↑   Dichiarazione del Presidente della Repubblica Sergio Mattarella al termine delle consultazioni, su quirinale.it. URL consultato il 25 luglio 2022.
19. ↑   Il Presidente Mattarella ha ricevuto il Presidente del Consiglio Draghi che ha accettato di formare il nuovo Governo, su quirinale.it. URL consultato il 25 luglio 2022.
20. ↑   Cerimonia di giuramento del Governo Draghi, su quirinale.it. URL consultato il 25 luglio 2022.
21. ↑   Di Maio: «Lascio M5s. Da irresponsabili picconare il governo per pochi punti di consenso», su ilsole24ore.com, 21 giugno 2022.
22. ↑   Composizione del gruppo INSIEME PER IL FUTURO, su camera.it. URL consultato il 25 luglio 2022.
23. ↑   Gruppo Insieme per il futuro - Centro Democratico, su senato.it.
24. ↑   Il Dl Aiuti passa con la fiducia, le immagini: 172 voti a favore, 61 esponenti del M5s assenti, su RaiNews. URL consultato il 25 luglio 2022.
25. ↑   Il Presidente Mattarella respinge le dimissioni di Mario Draghi, su RaiNews. URL consultato il 25 luglio 2022.
26. ↑   Draghi ottiene la fiducia ma non ha più la maggioranza. Solo 95 sì: Lega, Fi e M5s non votano. Il premier annuncerà le dimissioni alla Camera, su Il Sole 24 ORE, 20 luglio 2022. URL consultato il 25 luglio 2022.
27. ↑   L'annuncio ufficiale del Quirinale: Draghi ha reiterato le dimissioni, su RaiNews. URL consultato il 25 luglio 2022.
28. ↑   Il Presidente Mattarella ha firmato il decreto di scioglimento delle Camere, su quirinale.it. URL consultato il 25 luglio 2022.
29. ↑   Redazione Agenzia Nova, Sardegna: rientra lo strappo il Partito Sardo d'Azione e la Lega, su Agenzia Nova, 18 agosto 2022. URL consultato il 25 agosto 2022.
30. ↑   INTERVISTA “OPINIONE” ALLA SEN. ELENA TESTOR (LEGA) * ELEZIONI: « PER QUALE MOTIVO L’ELETTORE DOVREBBE VOTARE LA VOSTRA COALIZIONE? » - Agenzia giornalistica Opinione. Quotidiano on-line notizie dal Trentino., su agenziagiornalisticaopinione.it, 7 settembre 2022. URL consultato il 29 settembre 2022.
31. ↑   Radio Radicale, Elezioni politiche 2022: un socialdemocratico contro Letta. Intervista a Giuseppe Basini, su Radio Radicale, 9 agosto 2022. URL consultato il 29 settembre 2022.
32. ↑   Elezioni, dal Nuovo Psi appello al voto a favore di Forza Italia, su ForlìToday. URL consultato il 29 settembre 2022.
33. ↑   Redazione, Candidati "siciliani" la Brambilla, i figli di Craxi e la Lollobrigida, su Corriere di Ragusa, 23 agosto 2022. URL consultato il 25 agosto 2022 (archiviato dall'url originale il 25 agosto 2022).
34. ↑   Maria Teresa Carrozzo, Politica|Salento, Andrea Caroppo è onorevole. Eletto nel listino FI, su Antenna Sud, 26 settembre 2022. URL consultato il 30 settembre 2022.
35. ↑   Rotondi: colpo di scena del democristiano: “Sosterrò Giorgia Meloni premier”, su affaritaliani.it, 12 agosto 2022. URL consultato il 14 agosto 2022.
36. ↑   Le liste di Fratelli d'Italia , Lega e Forza Italia: da Nordio a Tremonti, i primi nomi (e l'addio di Galliani), su corriere.it, 17 agosto 2022. URL consultato il 17 agosto 2022.
37. ↑   Italia dei Valori sostiene Noi Moderati (centrodestra), accordo tra Messina e Lupi, su telemontekronio.it, 22 settembre 2022. URL consultato il 9 gennaio 2023.
38. ↑   Redazione online, L'ex sindaco di Bitonto all'uninominale, sarà sostenuto da Decaro, su www.lagazzettadelmezzogiorno.it. URL consultato il 29 settembre 2022.
39. 1 2   Presentazione del simbolo elettorale per le Politiche 2022., 11 agosto 2022. URL consultato l'11 agosto 2022.
40. 1 2   Elezioni: Dichiarazione congiunta 'CON Emiliano' e 'Per la Puglia', su ilikepuglia.it, 16 agosto 2022. URL consultato il 25 agosto 2022.
41. ↑   La Redazione, Impegno Civico e P.S.D.I. insieme alle elezioni politiche, su l'Eco del Sud, 14 agosto 2022. URL consultato il 14 agosto 2022.
42. ↑   Il novarese Davide Crippa candidato con Impegno Civico a Giugliano in Campania, su OssolaNews.it, 23 agosto 2022. URL consultato il 31 agosto 2022.
43. ↑   Elezioni 2022, il Team K presenta i suoi candidati alle prossime politiche: Franz Ploner per la circoscrizione elettorale della Camera Alto Adige Nord, su lavocedibolzano.it, 17 agosto 2022. URL consultato il 17 agosto 2022.
44. ↑   Tutti i candidati di Più Europa alle elezioni del 25 settembre, su Today. URL consultato il 29 settembre 2022.
45. ↑   ELEZIONI: PARTITO GAY LGBT+, SAREMO PRESENTI NELLE LISTE M5S, CANDIDATI MARRAZZO E ZELA, su partito.gay, 22 agosto 2022. URL consultato il 22 agosto 2022.
46. ↑   Ora il M5S veste terrone e candida Pino Aprile, su www.ilfoglio.it. URL consultato il 28 ottobre 2022.
47. ↑   Non basta un terzo polo tecnocratico, su insieme-per.it, 11 agosto 2022. URL consultato il 20 agosto 2022.
48. ↑   Rossi: “Aderisco ad Azione per costruire un polo liberale. La Buona Destra c’è”, su buonadestra.it, 22 luglio 2022. URL consultato il 21 agosto 2022.
49. ↑   Il documento della Direzione Nazionale del Pri dell’8 agosto, su vocerepubblicana.it, 8 agosto 2022. URL consultato l'8 agosto 2022.
50. ↑   I Socialdemocratici a Napoli con Rosato, su socialdemocratici.it, 4 settembre 2022. URL consultato il 1º ottobre 2022.
51. ↑   Comunicato della Direzione Nazionale di ALI in vista delle elezioni del 25 settembre 2022., su lecodelpragmatismo.blogspot.com, settembre 2022. URL consultato il 7 ottobre 2022.
52. ↑   Adesione della DC al Terzo Polo, su democraziacristiana.cloud, 11 agosto 2022. URL consultato il 7 ottobre 2022.
53. ↑   Politiche, sprint del Terzo polo: Renzi e Calenda stringono l'accordo con Cassano, su quotidianodipuglia.it, 20 agosto 2022. URL consultato il 20 agosto 2022.
54. ↑   Chi sono gli “antisistema”: Italia sovrana e popolare, su Pagella Politica. URL consultato il 25 agosto 2022.
55. ↑   Elezioni, è già divorzio tra Italexit e Alternativa: la lite sulle liste, su iltempo.it, 6 agosto 2022. URL consultato il 6 agosto 2022.
56. ↑   Meloni deposita il simbolo con la fiamma: "Fieri": CasaPound sceglie Paragone, su affaritaliani.it, 14 agosto 2022. URL consultato il 14 agosto 2022.
57. ↑   Mastella spunta ancora: il centrista si allea con la Dc di Sandri, su globalist.it, 13 agosto 2022. URL consultato il 14 agosto 2022.
58. ↑   IL PRESIDENTE DEL MOVIMENTO POLITICO “LIBERTAS” ANTONIO FIERRO CANDIDATO ALLE ELEZIONI POLITICHE 2022 IN REGIONE LAZIO NELLA COALIZIONE “MASTELLA – NOI DI CENTRO – EUROPEISTI”, su ilpopolo.news, 24 agosto 2022. URL consultato il 17 luglio 2023.
59. ↑   Redazione, PIGNALBERI CANDIDATO ALLA CAMERA CON L'ALTERNATIVA PER L'ITALIA, su Agenparl, 13 agosto 2022. URL consultato l'8 febbraio 2023.
60. ↑   Marchitti, l’uomo di Pignalberi per il Senato: "Più Italia è una grande famiglia", su FrosinoneToday. URL consultato l'8 febbraio 2023.
61. ↑   Trentino nuovamente laboratorio politico: nasce l’Alleanza democratica per autonomia Trentino, su Il Nordest Quotidiano, 19 agosto 2022.
62. ↑   Bolzano, l'ex sindaco Luigi Spagnolli candidato per il Senato (ma senza l'Svp), su L'Adoge, 20 agosto 2022.
63. ↑   Patrik Vesan ha accettato. Correrà assieme a Manes per la lista Vallée d’Aoste, su aostasera.it, 20 agosto 2022. URL consultato il 20 agosto 2022.
64. ↑   Elezioni: in Vda Sinistra e M5S corrono insieme, su ansa.it, 5 agosto 2022. URL consultato l'11 agosto 2022.
65. ↑   Elezioni politiche, "Valle d'Aosta aperta è l'unico vero progetto progressista", su gazzettamatin.com, 16 agosto 2022. URL consultato il 20 agosto 2022.
66. ↑   L'Italia, domani. Programma quadro per un Governo di centrodestra (PDF), su rainews.it.
67. ↑  Programma di Fratelli d'Italia
68. ↑  Programma Lega
69. ↑   Programma Forza Italia (PDF), su forza-italia.it. URL consultato il 2 settembre 2022 (archiviato dall'url originale il 2 settembre 2022).
70. ↑  Programma Noi moderati
71. ↑   Enrico Letta, il Pd e le elezioni di settembre: "Nel programma diritti e ambiente", su La Nazione, 27 luglio 2022.
72. ↑  Programma del Partito Democratico - Italia Democratica e Progressista
73. ↑   Anche la colomba arcobaleno nel simbolo unitario di Verdi e Sinistra italiana per le politiche, su Rai News, 26 luglio 2022.
74. ↑  Programma di Alleanza Verdi e Sinistra
75. ↑   Una Generazione Avanti. Il programma elettorale di +Europa, su www.piueuropa.eu, 23 agosto 2022.
76. ↑  Programma di +Europa
77. ↑   Nasce "Impegno civico" di Di Maio, contro estremismi, su ansa.it, 1º agosto 2022. URL consultato il 2 agosto 2022.
78. ↑   Di Maio e il nuovo Impegno civico per costruire un fronte riformista, su agi.it, 1º agosto 2022. URL consultato il 2 agosto 2022.
79. ↑  Programma di Impegno Civico
80. ↑   Le richieste portate da Conte a Draghi: ecco i 9 punti del documento M5S.
81. ↑   M5S, Elezioni politiche 2022 – Programma M5S, su Movimento 5 Stelle. URL consultato il 18 agosto 2022.
82. ↑   Azione-Italia Viva-Calenda, ecco il programma elettorale, su Italia Viva. URL consultato il 18 agosto 2022.
83. ↑   Programma elettorale del movimento politico "Unione Popolare" (PDF), su dait.interno.gov.it. URL consultato il 31 agosto 2022.
84. ↑   Redazione, Elezioni politiche: Ecco la lista e il programma di Italia Sovrana e Popolare, su Ravenna Web Tv, 10 agosto 2022. URL consultato il 18 agosto 2022.
85. ↑   Programma elettorale del gruppo politico "Italia Sovrana e Popolare" (PDF), su dait.interno.gov.it. URL consultato il 31 agosto 2022.
86. ↑   Programma elettorale del gruppo politico "Italexit per l'Italia" (PDF), su dait.interno.gov.it. URL consultato il 31 agosto 2022.
87. ↑   Tommaso Coluzzi, No Vax, No 5G e No Paura: ecco Vita, la lista di Cunial contro la dittatura sanitaria, su Fanpage, 5 agosto 2022.
88. ↑   Programma elettorale del movimento politico "Vita" (PDF), su dait.interno.gov.it. URL consultato il 31 agosto 2022.
89. ↑   I sondaggi sulle politiche 2022: Fratelli d’Italia primo partito, la lotta è con il Pd. M5S in caduta, su corriere.it. URL consultato il 26 luglio 2022.
90. ↑   Sondaggi: M5s, FI e Lega giù per la caduta di Draghi. Ma il Pd ha l’incubo della vittoria larga della destra, su open.online. URL consultato il 25 agosto 2022.
91. ↑   Sondaggio BiDiMedia per EV-SI – 25 Luglio: Fratelli d’Italia e Partito Democratico testa a testa, la lista rosso verde al 4,5%, su sondaggibidimedia.com. URL consultato il 28 luglio 2022.
92. ↑   Sondaggi Demopolis: Fdi e Pd davanti a tutti, Lega e M5S in difficoltà, su termometropolitico.it. URL consultato il 27 luglio 2022.
93. ↑   Elezioni, i primi sondaggi sulle coalizioni: Pd meglio senza M5s. Centrodestra sopra il 45%. E l’86% dei suoi elettori gradisce Meloni premier, su ilfattoquotidiano.it. URL consultato il 25 luglio 2022.
94. ↑   Elezioni, il nuovo sondaggio Swg per La7: Fratelli d’Italia sale al 25%, il Pd al 23,2. Perdono terreno Lega e Movimento 5 Stelle, su ilfattoquotidiano.it. URL consultato il 26 luglio 2022.
95. ↑   Sondaggio EMG per Libero: PD primo partito con Calenda al 6% e Renzi al 4%. Centrosinistra competitivo, forze centriste al 15%, su sondaggibidimedia.com. URL consultato il 17 agosto 2022.
96. ↑   Sondaggi politici: Pd e Fratelli d’Italia pari, ma il centrodestra stravince sul centrosinistra, su open.online. URL consultato il 25 agosto 2022.
97. ↑   Sondaggi TP: alleanza Pd-M5S incompatibile per quasi un italiano su due, su termometropolitico.it. URL consultato il 25 agosto 2022.
98. ↑   Le alleanze fanno bene al Pd: ora è il primo partito. Ma l’economia preoccupa gli italiani, su dire.it. URL consultato il 25 agosto 2022.
99. ↑   Sondaggio Quorum/YouTrend per Sky TG24: Fdi e Pd si confermano in vetta ai consensi, su tg24.sky.it. URL consultato il 17 agosto 2022.
100. ↑   Sondaggi politici, Fratelli d'Italia davanti al Pd, su adnkronos.com. URL consultato il 25 agosto 2022.
101. 1 2 3   Sondaggi Politico elettorali - Lista sondaggi, su sondaggipoliticoelettorali.it, Presidenza del Consiglio dei Ministri.
102. ↑   Il sondaggio Demos: l’avanzata di Fdi e Pd nell’Italia orfana di Draghi e in ansia per il carovita, su repubblica.it. URL consultato il 25 agosto 2022.
103. ↑   Analisi preelettorale, su sondaggipoliticoelettorali.it. URL consultato il 25 agosto 2022.
104. 1 2   Tecné, i sondaggi del 4 agosto 2022, su tgcom24.mediaset.it. URL consultato il 25 agosto 2022.
105. ↑   Sondaggio BiDiMedia – Elezioni Politiche: PD primo partito assieme a FdI, Azione/Più Europa guadagna 1,5 punti, su sondaggibidimedia.com. URL consultato il 25 agosto 2022.
106. ↑   Sondaggio BiDiMedia – 7 Agosto: polarizzazione PD (primo)- FdI, tra coalizioni è dominio Centrodestra, su sondaggibidimedia.com. URL consultato il 25 agosto 2022.
107. ↑   Sondaggi: Il Centrodestra sempre avanti, Iv-Azione al 6%, su ansa.it. URL consultato il 17 agosto 2022.
108. ↑   Il sondaggio politico di lunedì 8 agosto 2022, su tg.la7.it. URL consultato il 17 agosto 2022.
109. 1 2   Tecné, i sondaggi dell'11 agosto 2022, su tgcom24.mediaset.it. URL consultato il 13 agosto 2022.
110. ↑   Demopolis: il peso dei partiti a poco più di 40 giorni dalle elezioni, su rainews.it.
111. ↑   Sondaggio GDC – Politiche: PD in testa, FdI subito dietro, Lega in difficoltà. Azione/IV al 5,1%, su sondaggibidimedia.com. URL consultato il 25 agosto 2022.
112. ↑   Sondaggio BiDiMedia – 19 Agosto: testa a testa PD – FdI, cresce il Cdx, partenza difficile per Calenda-Renzi, su sondaggibidimedia.com.
113. ↑   Sondaggi elettorali TP, cosa votano i tifosi delle varie squadre di calcio, su termometropolitico.it.
114. 1 2   Sondaggio Tecnè – Mediaset: allunga FdI in vetta, vola Forza Italia. Azione Viva sotto il 5%, su sondaggibidimedia.com.
115. ↑   Sondaggi politici, il centrodestra cresce ancora. Gli esperti: pesa solo l’economia, su corriere.it. URL consultato il 25 agosto 2022.
116. ↑   Sondaggio Tecnè – 29 Agosto: Centrodestra ad un passo dal 50%, CSX staccato di 21 punti, su sondaggibidimedia.com.
117. ↑   Sondaggio EMG per Cartabianca: crolla il PD, in calo il Centrodestra, netta crescita per M5S e Azione/Italia Viva, su sondaggibidimedia.com.
118. ↑   Sondaggi, dati a sorpresa di Euromedia: Fdi vicini al 25. M5s riacciuffa la Lega poco oltre il 12. Il polo Calenda-Renzi sorpassa Forza Italia, su ilfattoquotidiano.it.
119. ↑   Sondaggio swg 30 agosto 2022, su tg-la7-it.cdn.ampproject.org.
120. ↑   Sondaggio IPSOS: volano M5S e Alleanza Verdi e Sinistra, bene FDI, -1 per Forza Italia, su sondaggibidimedia.com.
121. ↑   Sondaggio Noto 31 agosto 2022, su adnkronos.com.
122. ↑   Entra nel vivo la campagna elettorale: cosa dice il nuovo sondaggio BiDiMedia?, su youtube.com.
123. ↑   Sondaggio Termometro Politico: calano Centrodestra e Centrosinistra, netto balzo per il M5S, su sondaggibidimedia.com.
124. ↑   Sondaggi politici, elezioni 2022: Fdi primo partito, M5S supera la Lega, su adnkronos.com.
125. ↑   PCM Sondaggi Politico Elettorali, su www.sondaggipoliticoelettorali.it. URL consultato il 23 settembre 2022.
126. ↑   Sondaggio SWG del 5 settembre 2022, su tg.la7.it.
127. ↑   Elezioni 2022, sesta rilevazione Tecnè: il Centrodestra sempre in testa, su tgcom24.mediaset.it.
128. ↑   Sondaggio Izi – 2 Settembre: FdI in testa, PD dietro di 3 punti. Azione/Italia viva al 5,2%, Verdi e Sinistra al 4,5%, su sondaggibidimedia.com.
129. ↑   Sondaggi Demopolis: FdI sale al 24,5%, il PD al 22,4%, il M5S al 13 punti dalla Lega, Italexit supera lo sbarramento, su ilfattoquotidiano.it.
130. ↑   Sondaggio Quorum/Youtrend per Sky TG24: italiani spaccati sulle sanzioni alla Russia, su tg24.sky.it.
131. ↑   Sondaggio Lab2101 – Politiche: PD primo partito ma in calo, Lega al 16,7%. ripiega Azione/Italia Viva, su sondaggibidimedia.com.
132. ↑   Il sondaggio Ipsos prima del silenzio elettorale: alla Camera 249 seggi al centrodestra, 82 al centrosinistra, su open.online.
133. ↑   Sondaggio EMG – 6 settembre: anche per Masia crescono FdI, Azione/IV e M5S, su sondaggibidimedia.com.
134. ↑   Sondaggio BiDiMedia – 7 Settembre: Centrodestra stabile, il M5S cresce ancora, Calenda al 6,6%, su sondaggibidimedia.com.
135. ↑   Risultati del sondaggio. Barometro Politico Demopolis: il peso di partiti e coalizioni a poco più di 2 settimane dal voto. Oltre un quinto gli indecisi, affluenza in calo, su demopolis.it.
136. ↑   Sondaggi, il Pd affonda sotto il 20 per cento. Masia: Meloni crescerà ancora, su iltempo.it.
137. ↑   Sondaggi politici, elezioni 2022: M5S sopra la Lega, Terzo Polo al 7,7%, su adnkronos.com.
138. ↑   Sondaggi: FdI primo, Lega sotto il 12%, Terzo Polo quasi 8%, su metronews.it.
139. ↑   Verso le elezioni, il sondaggio Tecnè, su t-mag.it.
140. ↑   Sondaggi Tp: Fdi stacca il Pd, il M5S aggancia la Lega, su termometropolitico.it.
141. ↑   Sondaggio Cluster17 per il Fatto: tra i giovanissimi Fratelli d’Italia è al 5%, PD primo partito, su sondaggibidimedia.com.
142. ↑   Clamoroso sondaggio CISE: M5S al 16,6%, Verdi e Sinistra al 5,9%, Centrosinistra sopra il 30 a meno 11 dal Centrodestra, su sondaggibidimedia.com.
143. ↑   Sondaggio SWG del 9 settembre 2022, su tg.la7.it.
144. ↑   Sondaggio BiDiMedia – 9 Settembre: l’ultimo sondaggio prima del “buio elettorale”, su sondaggibidimedia.com.
145. ↑   Sky TG24, Elezioni: affluenza definitiva al 63,91%, mai così bassa. I DATI, su tg24.sky.it. URL consultato il 26 settembre 2022.
146. ↑   Dati affluenza Camera - Elezioni 2022 (Eligendo), su elezioni.interno.gov.it. URL consultato il 26 settembre 2022 (archiviato dall'url originale il 26 settembre 2022).
147. ↑   Dati affluenza Senato - Elezioni 2022 (Eligendo), su elezioni.interno.gov.it. URL consultato il 29 settembre 2022 (archiviato dall'url originale il 29 settembre 2022).
148. ↑   Dopo il voto: i risultati tra i giovani, anziani, laureati e lavoratori, su tg24.sky.it.